# Світовий Тур ATP 2009
Світовий Тур ATP 2009 (англ. Association of Tennis Professionals (ATP) World Tour) — елітний світовий тур тенісистів професіоналів, що проводиться Асоціацією Тенісистів Професіоналів (ATP) з січня до листопада 2009 року. Цього року він включає:
- 4 турніри Великого шолому (проводиться Міжнародною федерацією тенісу (англ. International Tennis Federation, ITF));
- 9 турнірів в серії Світовий Тур ATP Мастерс 1000 (до 2009 — Masters Series);
- 11 турнірів в серії Світовий Тур ATP 500 (до 2009 — International Series Gold Tournaments);
- 39 турнірів в серії Світовий Тур ATP 250 (до 2009 — International Series Tournaments);
- Командний Чемпіонат ATP;
- Кубок Девіса (проводиться ITF);
- Кубок Мастерс.

## Розклад турнірів
Легенда
| Турнір Великого Шолому        |
| Фінал Туру ATP                |
| Світовий Тур ATP Masters 1000 |
| Світовий Тур ATP 500          |
| Світовий Тур ATP 250          |
| Командні змагання             |

### Січень
| Тиждень           | Турнір | Чемпіони                                          | Фіналісти                           | Півфіналісти                                          | Чвертьфіналісти                                                     |
| ----------------- | --- | ------------------------------------------------- | ----------------------------------- | ----------------------------------------------------- | ------------------------------------------------------------------- |
| 5 січня           | Hyundai Hopman Cup Перт, Австралія Hopman Cup A$1,000,000 – Тверде (i) – 8 команд (RR)                                                                 | Словаччина 2–0                                    | Росія                               | Круговий турнір (Група A) Німеччина · США · Австралія | Круговий турнір (Група B) Італія · Франція · Китайський Тайбей      |
| 5 січня           | Brisbane International Брисбен, Австралія ATP World Tour 250 $484,750 – Тверде – 32S/16D Одиночний розряд – Парний розряд                              | Радек Штепанек 3–6, 6–3, 6–4                      | Фернандо Вердаско                   | Поль-Анрі Матьє Рішар Гаске                           | Нішікорі Кеі Флоран Серра Робін Содерлінг Жо-Вілфрід Тсонга         |
| 5 січня           | Brisbane International Брисбен, Австралія ATP World Tour 250 $484,750 – Тверде – 32S/16D Одиночний розряд – Парний розряд                              | Марк Жікель Жо-Вілфрід Тсонга 6–4, 6–3            | Фернандо Вердаско Міша Зверєв       | Поль-Анрі Матьє Рішар Гаске                           | Нішікорі Кеі Флоран Серра Робін Содерлінг Жо-Вілфрід Тсонга         |
| 5 січня           | Qatar ExxonMobil Open Доха, Катар ATP World Tour 250 $1,110,250 – Тверде – 32S/16D Одиночний розряд – Парний розряд                                    | Енді Маррей 6–4, 6–2                              | Енді Роддік                         | Гаель Монфіс Роджер Федерер                           | Рафаель Надаль Віктор Генеску Сергій Стаховський Філіпп Кольшрайбер |
| 5 січня           | Qatar ExxonMobil Open Доха, Катар ATP World Tour 250 $1,110,250 – Тверде – 32S/16D Одиночний розряд – Парний розряд                                    | Марк Лопес Таррес Рафаель Надаль 4–6, 6–4, [10–8] | Деніел Нестор Ненад Зімоньїч        | Гаель Монфіс Роджер Федерер                           | Рафаель Надаль Віктор Генеску Сергій Стаховський Філіпп Кольшрайбер |
| 5 січня           | Chennai Open Ченнаї, Індія ATP World Tour 250 $450,000 – Тверде – 32S/16D Одиночний розряд – Парний розряд                                             | Марин Чилич 6–4, 7–6(7–3)                         | Сомдев Девварман                    | Марсель Гранольєрс Райнер Шуттлер                     | Лукаш Длоуги Янко Типсаревич Іво Карлович Бйорн Фау                 |
| 5 січня           | Chennai Open Ченнаї, Індія ATP World Tour 250 $450,000 – Тверде – 32S/16D Одиночний розряд – Парний розряд                                             | Ерік Буторак Ражів Рам 6–3, 6–4                   | Жан-Клод Шеррер Стен Вавринка       | Марсель Гранольєрс Райнер Шуттлер                     | Лукаш Длоуги Янко Типсаревич Іво Карлович Бйорн Фау                 |
| 12 січня          | Heineken Open Окленд (Нова Зеландія), Нова Зеландія ATP World Tour 250 $480,750 – Тверде – 28S/16D Одиночний розряд – Парний розряд                    | Хуан Мартін дель Потро 6–4, 6–4                   | Сем Кверрі                          | Робін Содерлінг Давид Феррер                          | Віктор Троїцький Джон Ізнер Ніколас Альмагро Філіпп Кольшрайбер     |
| 12 січня          | Heineken Open Окленд (Нова Зеландія), Нова Зеландія ATP World Tour 250 $480,750 – Тверде – 28S/16D Одиночний розряд – Парний розряд                    | Мартін Дамм Роберт Ліндстедт 7–5, 6–4             | Скотт Ліпскі Леандер Паес           | Робін Содерлінг Давид Феррер                          | Віктор Троїцький Джон Ізнер Ніколас Альмагро Філіпп Кольшрайбер     |
| 12 січня          | Medibank International Sydney Сідней, Австралія ATP World Tour 250 $484,750 – Тверде – 28S/16D Одиночний розряд – Парний розряд                        | Давід Налбандян 6–3, 6–7(9–11), 6–2               | Яркко Ніємінен                      | Новак Джокович Рішар Гаске                            | Маріо Анчич Жо-Вілфрід Тсонга Ллейтон Г'юїтт Жеремі Шарді           |
| 12 січня          | Medibank International Sydney Сідней, Австралія ATP World Tour 250 $484,750 – Тверде – 28S/16D Одиночний розряд – Парний розряд                        | Боб Браян Майк Браян 6–1, 7–6(7–3)                | Деніел Нестор Ненад Зімоньїч        | Новак Джокович Рішар Гаске                            | Маріо Анчич Жо-Вілфрід Тсонга Ллейтон Г'юїтт Жеремі Шарді           |
| 19 січня 26 січня | Відкритий чемпіонат Австралії з тенісу Мельбурн, Австралія Grand Slam A$10,712,240 – Тверде 128S/128Q/64D/32X Одиночний розряд – Парний розряд – Мікст | Рафаель Надаль 7–5, 3–6, 7–6(7–3), 3–6, 6–2       | Роджер Федерер                      | Фернандо Вердаско Енді Роддік                         | Жиль Сімон Жо-Вілфрід Тсонга Новак Джокович Хуан Мартін дель Потро  |
| 19 січня 26 січня | Відкритий чемпіонат Австралії з тенісу Мельбурн, Австралія Grand Slam A$10,712,240 – Тверде 128S/128Q/64D/32X Одиночний розряд – Парний розряд – Мікст | Боб Браян Майк Браян 2–6, 7–5, 6–0                | Магеш Бгупаті Марк Ноулз (тенісист) | Фернандо Вердаско Енді Роддік                         | Жиль Сімон Жо-Вілфрід Тсонга Новак Джокович Хуан Мартін дель Потро  |
| 19 січня 26 січня | Відкритий чемпіонат Австралії з тенісу Мельбурн, Австралія Grand Slam A$10,712,240 – Тверде 128S/128Q/64D/32X Одиночний розряд – Парний розряд – Мікст | Магеш Бгупаті Саня Мірза 6–3, 6–1                 | Енді Рам Наталі Деші                | Фернандо Вердаско Енді Роддік                         | Жиль Сімон Жо-Вілфрід Тсонга Новак Джокович Хуан Мартін дель Потро  |

### Лютий
| Тиждень   | Турнір | Чемпіони                                            | Фіналісти                                  | Півфіналісти                            | Чвертьфіналісти                                                         |
| --------- | --- | --------------------------------------------------- | ------------------------------------------ | --------------------------------------- | ----------------------------------------------------------------------- |
| 2 лютого  | SA Tennis Open Йоганнесбург, ПАР ATP World Tour 250 $500,000 – Тверде – 32S/16D Одиночний розряд – Парний розряд                                                            | Жо-Вілфрід Тсонга 6–4, 7–6(7–5)                     | Жеремі Шарді                               | Фредеріко Жіль Давид Феррер             | Крістоф Вліген Гільєрмо Гарсія-Лопес Себастьєн де Шонак Маркос Багдатіс |
| 2 лютого  | SA Tennis Open Йоганнесбург, ПАР ATP World Tour 250 $500,000 – Тверде – 32S/16D Одиночний розряд – Парний розряд                                                            | Джеймс Серретані Дік Норман 6–7(7–9), 6–2, [14–12]  | Рік де Вуст Ешлі Фішер                     | Фредеріко Жіль Давид Феррер             | Крістоф Вліген Гільєрмо Гарсія-Лопес Себастьєн де Шонак Маркос Багдатіс |
| 2 лютого  | Movistar Open Вінья-дель-Мар, Чилі ATP World Tour 250 $496,750 – Ґрунт – 28S/16D Одиночний розряд – Парний розряд                                                           | Фернандо Гонсалес 6–1, 6–3                          | Хосе Акасусо                               | Пабло Куевас Томмі Робредо              | Хуан Монако Пауль Капдевіль Себастьян Декуд Хуан Ігнасіо Чела           |
| 2 лютого  | Movistar Open Вінья-дель-Мар, Чилі ATP World Tour 250 $496,750 – Ґрунт – 28S/16D Одиночний розряд – Парний розряд                                                           | Пабло Куевас Бріан Дабуль 6–3, 6–3                  | Франтішек Чермак Міхал Мертиняк            | Пабло Куевас Томмі Робредо              | Хуан Монако Пауль Капдевіль Себастьян Декуд Хуан Ігнасіо Чела           |
| 2 лютого  | PBZ Zagreb Indoors Загреб, Хорватія ATP World Tour 250 €450,000 – Тверде (i) – 32S/16D Одиночний розряд – Парний розряд                                                     | Марин Чилич 6–3, 6–4                                | Маріо Анчич                                | Ян Герних Віктор Троїцький              | Іван Додіг Міша Зверєв Сергій Стаховський Антоніо Веїч                  |
| 2 лютого  | PBZ Zagreb Indoors Загреб, Хорватія ATP World Tour 250 €450,000 – Тверде (i) – 32S/16D Одиночний розряд – Парний розряд                                                     | Мартін Дамм Роберт Ліндстедт 6–4, 6–3               | Крістофер Кас Рогір Вассен                 | Ян Герних Віктор Троїцький              | Іван Додіг Міша Зверєв Сергій Стаховський Антоніо Веїч                  |
| 9 лютого  | ABN AMRO World Tennis Tournament Роттердам, Нідерландські Антильські острови ATP World Tour 500 €1,445,000 – Тверде (i) – 32S/16D Одиночний розряд – Парний розряд          | Енді Маррей 6–3, 4–6, 6–0                           | Рафаель Надаль                             | Гаель Монфіс Маріо Анчич                | Жо-Вілфрід Тсонга Жульєн Беннето Михайло Южний Марк Жікель              |
| 9 лютого  | ABN AMRO World Tennis Tournament Роттердам, Нідерландські Антильські острови ATP World Tour 500 €1,445,000 – Тверде (i) – 32S/16D Одиночний розряд – Парний розряд          | Деніел Нестор Ненад Зімоньїч 6–2, 7–5               | Лукаш Длоуги Леандер Паес                  | Гаель Монфіс Маріо Анчич                | Жо-Вілфрід Тсонга Жульєн Беннето Михайло Южний Марк Жікель              |
| 9 лютого  | SAP Open Сан-Хосе (Каліфорнія), США ATP World Tour 250 $600,000 – Тверде (i) – 32S/16D Одиночний розряд – Парний розряд                                                     | Радек Штепанек 3–6, 6–4, 6–2                        | Марді Фіш                                  | Енді Роддік Джеймс Блейк (тенісист)     | Томмі Гаас Todd Widom Сем Кверрі Хуан Мартін дель Потро                 |
| 9 лютого  | SAP Open Сан-Хосе (Каліфорнія), США ATP World Tour 250 $600,000 – Тверде (i) – 32S/16D Одиночний розряд – Парний розряд                                                     | Томмі Гаас Радек Штепанек 6–2, 6–3                  | Роган Бопанна Яркко Ніємінен               | Енді Роддік Джеймс Блейк (тенісист)     | Томмі Гаас Todd Widom Сем Кверрі Хуан Мартін дель Потро                 |
| 9 лютого  | Brasil Open Costa do Sauípe, Бразилія ATP World Tour 250 $562,500 – Ґрунт – 32S/26Q/16D Одиночний розряд – Парний розряд                                                    | Томмі Робредо 6–3, 3–6, 6–4                         | Томас Беллуччі                             | Фредеріко Жіль Хосе Акасусо             | Ніколас Альмагро Хуан Карлос Ферреро Едуардо Шванк Альберто Мартін      |
| 9 лютого  | Brasil Open Costa do Sauípe, Бразилія ATP World Tour 250 $562,500 – Ґрунт – 32S/26Q/16D Одиночний розряд – Парний розряд                                                    | Марсель Гранольєрс Томмі Робредо 6–4, 7–5           | Лукас Арнольд Кер Хуан Монако              | Фредеріко Жіль Хосе Акасусо             | Ніколас Альмагро Хуан Карлос Ферреро Едуардо Шванк Альберто Мартін      |
| 16 лютого | Regions Morgan Keegan Championships and the Cellular South Cup Мемфіс (Теннессі), США ATP World Tour 500 $1,226,500 – Тверде (i) – 32S/16D Одиночний розряд – Парний розряд | Енді Роддік 7–5, 7–5                                | Радек Штепанек                             | Ллейтон Г'юїтт Дуді Села                | Сем Кверрі Крістоф Рохус Ігор Куніцин Хуан Мартін дель Потро            |
| 16 лютого | Regions Morgan Keegan Championships and the Cellular South Cup Мемфіс (Теннессі), США ATP World Tour 500 $1,226,500 – Тверде (i) – 32S/16D Одиночний розряд – Парний розряд | Марді Фіш Марк Ноулз (тенісист) 7–6(9–7), 6–1       | Тревіс Перротт Філіп Полашек               | Ллейтон Г'юїтт Дуді Села                | Сем Кверрі Крістоф Рохус Ігор Куніцин Хуан Мартін дель Потро            |
| 16 лютого | Copa Telmex Буенос-Айрес, Аргентина ATP World Tour 250 $600,000 – Ґрунт – 32S/16D Одиночний розряд – Парний розряд                                                          | Томмі Робредо 7–5, 2–6, 7–6(7–5)                    | Хуан Монако                                | Давід Налбандян Хосе Акасусо            | Хуан Карлос Ферреро Максімо Гонсалес Франко Феррейро Оскар Ернандес     |
| 16 лютого | Copa Telmex Буенос-Айрес, Аргентина ATP World Tour 250 $600,000 – Ґрунт – 32S/16D Одиночний розряд – Парний розряд                                                          | Марсель Гранольєрс Альберто Мартін 6–3, 5–7, [10–8] | Ніколас Альмагро Сантьяго Вентура Бертомеу | Давід Налбандян Хосе Акасусо            | Хуан Карлос Ферреро Максімо Гонсалес Франко Феррейро Оскар Ернандес     |
| 16 лютого | Open 13 Марсель, Франція ATP World Tour 250 €576,000 – Тверде (i) – 32S/16D Одиночний розряд – Парний розряд                                                                | Жо-Вілфрід Тсонга 7–5, 7–6(7–3)                     | Мікаель Льодра                             | Новак Джокович Жиль Сімон               | Міша Зверєв Фелісіано Лопес Михайло Южний Жульєн Беннето                |
| 16 лютого | Open 13 Марсель, Франція ATP World Tour 250 €576,000 – Тверде (i) – 32S/16D Одиночний розряд – Парний розряд                                                                | Арно Клеман Мікаель Льодра 3–6, 6–3, [10–8]         | Юліан Ноул Енді Рам                        | Новак Джокович Жиль Сімон               | Міша Зверєв Фелісіано Лопес Михайло Южний Жульєн Беннето                |
| 23 лютого | Dubai Tennis Championships Дубай, Об'єднані Арабські Емірати ATP World Tour 500 $2,233,000 – Тверде – 32S/16D Одиночний розряд – Парний розряд                              | Новак Джокович 7–5, 6–3                             | Давид Феррер                               | Жиль Сімон Рішар Гаске                  | Марин Чилич Фабріс Санторо Андрєєв Ігор Валерійович Енді Маррей         |
| 23 лютого | Dubai Tennis Championships Дубай, Об'єднані Арабські Емірати ATP World Tour 500 $2,233,000 – Тверде – 32S/16D Одиночний розряд – Парний розряд                              | Рік де Вуст Дмитро Турсунов 4–6, 6–3, [10–5]        | Мартін Дамм Роберт Ліндстедт               | Жиль Сімон Рішар Гаске                  | Марин Чилич Фабріс Санторо Андрєєв Ігор Валерійович Енді Маррей         |
| 23 лютого | Abierto Mexicano Telcel Акапулько, Мексика ATP World Tour 500 $1,226,500 – Ґрунт – 32S/16D Одиночний розряд – Парний розряд                                                 | Ніколас Альмагро 6–4, 6–4                           | Гаель Монфіс                               | Мартін Вассальйо Аргуельйо Хосе Акасусо | Даніель Коллерер Даніель Хімено-Травер Томмі Робредо Леонардо Маєр      |
| 23 лютого | Abierto Mexicano Telcel Акапулько, Мексика ATP World Tour 500 $1,226,500 – Ґрунт – 32S/16D Одиночний розряд – Парний розряд                                                 | Франтішек Чермак Міхал Мертиняк 4–6, 6–4, [10–7]    | Лукаш Кубот Олівер Марах                   | Мартін Вассальйо Аргуельйо Хосе Акасусо | Даніель Коллерер Даніель Хімено-Травер Томмі Робредо Леонардо Маєр      |
| 23 лютого | Delray Beach International Tennis Championships Делрей-Біч, США ATP World Tour 250 $500,000 – Тверде – 32S/16D Одиночний розряд – Парний розряд                             | Марді Фіш 7–5, 6–3                                  | Євген Корольов                             | Жеремі Шарді Крістоф Рохус              | Флоран Серра Маркос Багдатіс Гільєрмо Гарсія-Лопес Штефан Коубек        |
| 23 лютого | Delray Beach International Tennis Championships Делрей-Біч, США ATP World Tour 250 $500,000 – Тверде – 32S/16D Одиночний розряд – Парний розряд                             | Боб Браян Майк Браян 6–4, 6–4                       | Марсело Мело Андре Са                      | Жеремі Шарді Крістоф Рохус              | Флоран Серра Маркос Багдатіс Гільєрмо Гарсія-Лопес Штефан Коубек        |

### Березень
| Тиждень               | Турнір | Чемпіони | Фіналісти                                                                                             | Півфіналісти                          | Чвертьфіналісти                                                      |
| --------------------- | --- | --- | --- | ------------------------------------- | -------------------------------------------------------------------- |
| 2 березня             | Кубок Девіса Буенос-Айрес, Аргентина – Ґрунт Острава, Чехія – Килим (i) Бірмінгем (Алабама), США – Тверде (i) Пореч, Хорватія – Тверде (i) Мальме, Швеція – Килим (i) Сібіу (місто), Румунія – Килим (i) Гарміш-Партенкірхен, Німеччина – Тверде (i) Бенідорм, Іспанія – Ґрунт | Переможці першого туру Аргентина 5–0 · Чехія 3–2 · Сполучені Штати Америки 4–1 · Хорватія 5–0 · Ізраїль 3–2 · Росія 4–1 · Німеччина 3–2 · Іспанія 4–1 | Програли в першому турі Нідерланди · Франція · Швейцарія · Чилі · Швеція · Румунія · Австрія · Сербія |                                       |                                                                      |
| 9 березня 16 березня  | BNP Paribas Open Індіан-Веллс (Каліфорнія), США ATP World Tour Masters 1000 $4,500,000 – Тверде – 96S/48Q/32D Одиночний розряд – Парний розряд | Рафаель Надаль 6–1, 6–2 | Енді Маррей                                                                                           | Енді Роддік Роджер Федерер            | Хуан Мартін дель Потро Новак Джокович Іван Любичич Фернандо Вердаско |
| 9 березня 16 березня  | BNP Paribas Open Індіан-Веллс (Каліфорнія), США ATP World Tour Masters 1000 $4,500,000 – Тверде – 96S/48Q/32D Одиночний розряд – Парний розряд | Марді Фіш Енді Роддік 3–6, 6–1, [14–12] | Максим Мирний Енді Рам                                                                                | Енді Роддік Роджер Федерер            | Хуан Мартін дель Потро Новак Джокович Іван Любичич Фернандо Вердаско |
| 23 березня 30 березня | Sony Ericsson Open Кі-Біскейн (Флорида), США ATP World Tour Masters 1000 $4,500,000 – Тверде – 96S/48Q/32D Одиночний розряд – Парний розряд | Енді Маррей 6–2, 7–5 | Новак Джокович                                                                                        | Хуан Мартін дель Потро Роджер Федерер | Рафаель Надаль Фернандо Вердаско Жо-Вілфрід Тсонга Енді Роддік       |
| 23 березня 30 березня | Sony Ericsson Open Кі-Біскейн (Флорида), США ATP World Tour Masters 1000 $4,500,000 – Тверде – 96S/48Q/32D Одиночний розряд – Парний розряд | Максим Мирний Енді Рам 6–7(4–7), 6–2, [10–7] | Ешлі Фішер Стівен Гасс                                                                                | Хуан Мартін дель Потро Роджер Федерер | Рафаель Надаль Фернандо Вердаско Жо-Вілфрід Тсонга Енді Роддік       |

### Квітень
| Тиждень   | Турнір | Чемпіони                                       | Фіналісти                           | Півфіналісти                               | Чвертьфіналісти                                                  |
| --------- | --- | ---------------------------------------------- | ----------------------------------- | ------------------------------------------ | ---------------------------------------------------------------- |
| 6 квітня  | Grand Prix Hassan II Касабланка, Марокко ATP World Tour 250 €450,000 – Ґрунт – 32S/28Q/16D Одиночний розряд – Парний розряд                         | Хуан Карлос Ферреро 6–4, 7–5                   | Флоран Серра                        | Андрєєв Ігор Валерійович Альберт Монтаньєс | Марк Жікель Віктор Генеску Фредеріко Жіль Теймураз Габашвілі     |
| 6 квітня  | Grand Prix Hassan II Касабланка, Марокко ATP World Tour 250 €450,000 – Ґрунт – 32S/28Q/16D Одиночний розряд – Парний розряд                         | Лукаш Кубот Олівер Марах 7–6(7–4), 3–6, [10–6] | Сімон Аспелін Пол Генлі             | Андрєєв Ігор Валерійович Альберт Монтаньєс | Марк Жікель Віктор Генеску Фредеріко Жіль Теймураз Габашвілі     |
| 6 квітня  | U.S. Men's Clay Court Championships Х'юстон, США ATP World Tour 250 $500,000 – Ґрунт (Maroon) – 32S/28Q/16D Одиночний розряд – Парний розряд        | Ллейтон Г'юїтт 6–2, 7–5                        | Вейн Одеснік                        | Євген Корольов Бйорн Фау                   | Гільєрмо Каньяс Гільєрмо Гарсія-Лопес Джон Ізнер Томмі Гаас      |
| 6 квітня  | U.S. Men's Clay Court Championships Х'юстон, США ATP World Tour 250 $500,000 – Ґрунт (Maroon) – 32S/28Q/16D Одиночний розряд – Парний розряд        | Боб Браян Майк Браян 6–1, 6–2                  | Джессі Лівайн Раян Світінг          | Євген Корольов Бйорн Фау                   | Гільєрмо Каньяс Гільєрмо Гарсія-Лопес Джон Ізнер Томмі Гаас      |
| 13 квітня | Monte-Carlo Rolex Masters Рокбрюн-Кап-Мартен, Франція ATP World Tour Masters 1000 €2,750,000 – Ґрунт – 56S/28Q/24D Одиночний розряд – Парний розряд | Рафаель Надаль 6–3, 2–6, 6–1                   | Новак Джокович                      | Енді Маррей Стен Вавринка                  | Іван Любичич Микола Давиденко Фернандо Вердаско Андреас Бек      |
| 13 квітня | Monte-Carlo Rolex Masters Рокбрюн-Кап-Мартен, Франція ATP World Tour Masters 1000 €2,750,000 – Ґрунт – 56S/28Q/24D Одиночний розряд – Парний розряд | Деніел Нестор Ненад Зімоньїч 6–4, 6–1          | Боб Браян Майк Браян                | Енді Маррей Стен Вавринка                  | Іван Любичич Микола Давиденко Фернандо Вердаско Андреас Бек      |
| 20 квітня | Barcelona Open Banco Sabadell Барселона, Іспанія ATP World Tour 500 €1,995,000 – Ґрунт – 56S/28Q/24D Одиночний розряд – Парний розряд               | Рафаель Надаль 6–2, 7–5                        | Давид Феррер                        | Микола Давиденко Фернандо Гонсалес         | Давід Налбандян Радек Штепанек Томмі Робредо Фернандо Вердаско   |
| 20 квітня | Barcelona Open Banco Sabadell Барселона, Іспанія ATP World Tour 500 €1,995,000 – Ґрунт – 56S/28Q/24D Одиночний розряд – Парний розряд               | Деніел Нестор Ненад Зімоньїч 6–3, 7–6(11–9)    | Магеш Бгупаті Марк Ноулз (тенісист) | Микола Давиденко Фернандо Гонсалес         | Давід Налбандян Радек Штепанек Томмі Робредо Фернандо Вердаско   |
| 27 квітня | Italian Open 2009 (теніс) Rome, Італія ATP World Tour Masters 1000 €2,750,000 – Ґрунт – 56S/28Q/24D Одиночний розряд – Парний розряд                | Рафаель Надаль 7–6(7–2), 6–2                   | Новак Джокович                      | Фернандо Гонсалес Роджер Федерер           | Фернандо Вердаско Хуан Монако Хуан Мартін дель Потро Міша Зверєв |
| 27 квітня | Italian Open 2009 (теніс) Rome, Італія ATP World Tour Masters 1000 €2,750,000 – Ґрунт – 56S/28Q/24D Одиночний розряд – Парний розряд                | Деніел Нестор Ненад Зімоньїч 7–6(7–5), 6–3     | Боб Браян Майк Браян                | Фернандо Гонсалес Роджер Федерер           | Фернандо Вердаско Хуан Монако Хуан Мартін дель Потро Міша Зверєв |

### Травень
| Тиждень            | Турнір | Чемпіони                                     | Фіналісти                      | Півфіналісти                                        | Чвертьфіналісти                                                 |
| ------------------ | --- | -------------------------------------------- | ------------------------------ | --------------------------------------------------- | --------------------------------------------------------------- |
| 4 травня           | Estoril Open Оейраш, Португалія ATP World Tour 250 €450,000 – Ґрунт – 32S/16D Одиночний розряд – Парний розряд                           | Альберт Монтаньєс 5–7, 7–6(8–6), 6–0         | Джеймс Блейк (тенісист)        | Пауль Капдевіль Микола Давиденко                    | Жиль Сімон Оскар Ернандес Флоран Серра Марді Фіш                |
| 4 травня           | Estoril Open Оейраш, Португалія ATP World Tour 250 €450,000 – Ґрунт – 32S/16D Одиночний розряд – Парний розряд                           | Ерік Буторак Скотт Ліпскі 6–3, 6–2           | Мартін Дамм Роберт Ліндстедт   | Пауль Капдевіль Микола Давиденко                    | Жиль Сімон Оскар Ернандес Флоран Серра Марді Фіш                |
| 4 травня           | Serbia Open powered by Telekom Srbija Белград, Сербія ATP World Tour 250 €450,000 – Ґрунт – 28S/16D Singles drarw – Парний розряд        | Новак Джокович 6–3, 7–6(7–0)                 | Лукаш Кубот                    | Андреас Сеппі Іво Карлович                          | Віктор Троїцький Маркуш Даніел Крістоф Вліген Флавіо Чіполла    |
| 4 травня           | Serbia Open powered by Telekom Srbija Белград, Сербія ATP World Tour 250 €450,000 – Ґрунт – 28S/16D Singles drarw – Парний розряд        | Лукаш Кубот Олівер Марах 6–2, 7–6(7–3)       | Юхан Брунстрем Жан-Жульєн Роєр | Андреас Сеппі Іво Карлович                          | Віктор Троїцький Маркуш Даніел Крістоф Вліген Флавіо Чіполла    |
| 4 травня           | BMW Open Мюнхен, Німеччина ATP World Tour 250 €450,000 – Ґрунт – 32S/16D Одиночний розряд – Парний розряд                                | Томаш Бердих 6–4, 4–6, 7–6(7–5)              | Михайло Южний                  | Даніель Брандс Жеремі Шарді                         | Потіто Стараче Поль-Анрі Матьє Ллейтон Г'юїтт Марин Чилич       |
| 4 травня           | BMW Open Мюнхен, Німеччина ATP World Tour 250 €450,000 – Ґрунт – 32S/16D Одиночний розряд – Парний розряд                                | Ян Герних Іво Мінарж 6–4, 6–4                | Ешлі Фішер Джордан Керр        | Даніель Брандс Жеремі Шарді                         | Потіто Стараче Поль-Анрі Матьє Ллейтон Г'юїтт Марин Чилич       |
| 11 травня          | Mutua Madrileña Masters Madrid Мадрид, Іспанія ATP World Tour Masters 1000 €3,700,000 – Ґрунт – 56S/24D Одиночний розряд – Парний розряд | Роджер Федерер 6–4, 6–4                      | Рафаель Надаль                 | Новак Джокович Хуан Мартін дель Потро               | Фернандо Вердаско Іван Любичич Енді Маррей Енді Роддік          |
| 11 травня          | Mutua Madrileña Masters Madrid Мадрид, Іспанія ATP World Tour Masters 1000 €3,700,000 – Ґрунт – 56S/24D Одиночний розряд – Парний розряд | Деніел Нестор Ненад Зімоньїч 6–4, 6–4        | Сімон Аспелін Веслі Муді       | Новак Джокович Хуан Мартін дель Потро               | Фернандо Вердаско Іван Любичич Енді Маррей Енді Роддік          |
| 18 травня          | Interwetten Austrian Open Kitzbühel Кіцбюель, Австрія ATP World Tour 250 €450,000 – Ґрунт – 32S/16D Одиночний розряд – Парний розряд     | Гільєрмо Гарсія-Лопес 3–6, 7–6(7–1), 6–3     | Жульєн Беннето                 | Оскар Ернандес Михайло Южний                        | Даніель Коллерер Хуан Ігнасіо Чела Віктор Генеску Юрген Мельцер |
| 18 травня          | Interwetten Austrian Open Kitzbühel Кіцбюель, Австрія ATP World Tour 250 €450,000 – Ґрунт – 32S/16D Одиночний розряд – Парний розряд     | Марсело Мело Андре Са 6–7(9–11), 6–2, [10–7] | Андрей Павел Горія Текеу       | Оскар Ернандес Михайло Южний                        | Даніель Коллерер Хуан Ігнасіо Чела Віктор Генеску Юрген Мельцер |
| 18 травня          | ARAG ATP World Team Championship Дюссельдорф, Німеччина ATP World Team Championship €1,351,000 – Ґрунт – 8 teams (RR)                    | Сербія 2–1                                   | Німеччина                      | Раунд Robin (Blue Group) Аргентина · Італія · Росія | Раунд Robin (Red Group) Швеція · США · Франція                  |
| 25 травня 1 червня | Відкритий чемпіонат Франції з тенісу Paris, Франція Grand Slam €7,322,320 – Ґрунт 128S/64D/32X Одиночний розряд – Парний розряд – Мікст  | Роджер Федерер 6–1, 7–6(7–1), 6–4            | Робін Содерлінг                | Фернандо Гонсалес Хуан Мартін дель Потро            | Микола Давиденко Енді Маррей Томмі Робредо Гаель Монфіс         |
| 25 травня 1 червня | Відкритий чемпіонат Франції з тенісу Paris, Франція Grand Slam €7,322,320 – Ґрунт 128S/64D/32X Одиночний розряд – Парний розряд – Мікст  | Лукаш Длоуги Леандер Паес 3–6, 6–3, 6–2      | Веслі Муді Дік Норман          | Фернандо Гонсалес Хуан Мартін дель Потро            | Микола Давиденко Енді Маррей Томмі Робредо Гаель Монфіс         |
| 25 травня 1 червня | Відкритий чемпіонат Франції з тенісу Paris, Франція Grand Slam €7,322,320 – Ґрунт 128S/64D/32X Одиночний розряд – Парний розряд – Мікст  | Боб Браян Лізель Губер 5–7, 7–6(7–5), 10–7   | Марсело Мело Ваня Кінг         | Фернандо Гонсалес Хуан Мартін дель Потро            | Микола Давиденко Енді Маррей Томмі Робредо Гаель Монфіс         |

### Червень
| Тиждень             | Турнір | Чемпіони                                                       | Фіналісти                      | Півфіналісти                         | Чвертьфіналісти                                                |
| ------------------- | --- | -------------------------------------------------------------- | ------------------------------ | ------------------------------------ | -------------------------------------------------------------- |
| 8 червня            | Aegon Championships London, Велика Британія ATP World Tour 250 €750,000 – Трава – 56S/24D Одиночний розряд – Парний розряд                   | Енді Маррей 7–5, 6–4                                           | Джеймс Блейк (тенісист)        | Хуан Карлос Ферреро Енді Роддік      | Марді Фіш Стів Дарсіс Михайло Южний Іво Карлович               |
| 8 червня            | Aegon Championships London, Велика Британія ATP World Tour 250 €750,000 – Трава – 56S/24D Одиночний розряд – Парний розряд                   | Веслі Муді Михайло Южний 6–4, 4–6, [10–6]                      | Марсело Мело Андре Са          | Хуан Карлос Ферреро Енді Роддік      | Марді Фіш Стів Дарсіс Михайло Южний Іво Карлович               |
| 8 червня            | Gerry Weber Open Галле (Вестфалія), Німеччина ATP World Tour 250 €750,000 – Трава – 32S/16D Одиночний розряд – Парний розряд                 | Томмі Гаас 6–3, 6–7(4–7), 6–1                                  | Новак Джокович                 | Філіпп Кольшрайбер Олів'є Рохус      | Андреас Бек Міша Зверєв Бенжамін Бекер Юрген Мельцер           |
| 8 червня            | Gerry Weber Open Галле (Вестфалія), Німеччина ATP World Tour 250 €750,000 – Трава – 32S/16D Одиночний розряд – Парний розряд                 | Крістофер Кас Філіпп Кольшрайбер 6–3, 6–4                      | Андреас Бек Марко К'юдінеллі   | Філіпп Кольшрайбер Олів'є Рохус      | Андреас Бек Міша Зверєв Бенжамін Бекер Юрген Мельцер           |
| 15 червня           | Ordina Open Гертогенбос, Нідерландські Антильські острови ATP World Tour 250 €450,000 – Трава – 32S/29Q/16D Одиночний розряд – Парний розряд | Бенжамін Бекер 7–5, 6–3                                        | Рамон Слюйтер                  | Райнер Шуттлер Iván Navarro          | Мікаель Льодра Жеремі Шарді Давид Феррер Дуді Села             |
| 15 червня           | Ordina Open Гертогенбос, Нідерландські Антильські острови ATP World Tour 250 €450,000 – Трава – 32S/29Q/16D Одиночний розряд – Парний розряд | Веслі Муді Дік Норман 7–6(7–3), 6–7(8–10), [10–5]              | Юхан Брунстрем Жан-Жульєн Роєр | Райнер Шуттлер Iván Navarro          | Мікаель Льодра Жеремі Шарді Давид Феррер Дуді Села             |
| 15 червня           | Aegon International Істборн, Велика Британія ATP World Tour 250 €450,000 – Трава – 32S/23Q/16D Одиночний розряд – Парний розряд              | Дмитро Турсунов 6–3, 7–6(7–5)                                  | Френк Данцевич                 | Фабріс Санторо Гільєрмо Гарсія-Лопес | Леонардо Маєр Іван Любичич Янко Типсаревич Денис Істомін       |
| 15 червня           | Aegon International Істборн, Велика Британія ATP World Tour 250 €450,000 – Трава – 32S/23Q/16D Одиночний розряд – Парний розряд              | Маріуш Фирстенберг Марцін Матковський 6–4, 6–4                 | Тревіс Перротт Філіп Полашек   | Фабріс Санторо Гільєрмо Гарсія-Лопес | Леонардо Маєр Іван Любичич Янко Типсаревич Денис Істомін       |
| 22 червня 29 червня | Вімблдонський турнір London, Велика Британія Grand Slam £5,616,600 – Трава 128S/128Q/64D/48X Одиночний розряд – Парний розряд – Мікст        | Роджер Федерер 5–7, 7–6(8–6), 7–6(7–5), 3–6, 16–14             | Енді Роддік                    | Енді Маррей Томмі Гаас               | Ллейтон Г'юїтт Хуан Карлос Ферреро Новак Джокович Іво Карлович |
| 22 червня 29 червня | Вімблдонський турнір London, Велика Британія Grand Slam £5,616,600 – Трава 128S/128Q/64D/48X Одиночний розряд – Парний розряд – Мікст        | Деніел Нестор Ненад Зімоньїч 7–6(9–7), 6–7(3–7), 7–6(7–3), 6–3 | Боб Браян Майк Браян           | Енді Маррей Томмі Гаас               | Ллейтон Г'юїтт Хуан Карлос Ферреро Новак Джокович Іво Карлович |
| 22 червня 29 червня | Вімблдонський турнір London, Велика Британія Grand Slam £5,616,600 – Трава 128S/128Q/64D/48X Одиночний розряд – Парний розряд – Мікст        | Марк Ноулз (тенісист) Анна-Лена Гренефельд 7–5, 6–3            | Леандер Паес Кара Блек         | Енді Маррей Томмі Гаас               | Ллейтон Г'юїтт Хуан Карлос Ферреро Новак Джокович Іво Карлович |

### Липень
| Тиждень  | Турнір | Чемпіони                                                                      | Фіналісти                                                                       | Півфіналісти                           | Чвертьфіналісти                                                                       |
| -------- | --- | ----------------------------------------------------------------------------- | ------------------------------------------------------------------------------- | -------------------------------------- | ------------------------------------------------------------------------------------- |
| 6 липня  | Campbell's Hall of Fame Tennis Championships Ньюпорт (Род-Айленд), США ATP World Tour 250 $500,000 – Трава – 32S/26Q/16D Одиночний розряд – Парний розряд | Ражів Рам 6–7(3–7), 7–5, 6–3                                                  | Сем Кверрі                                                                      | Олів'є Рохус Фабріс Санторо            | Джессі Лівайн Брендан Еванс Кевін Кім Ніколя Маю                                      |
| 6 липня  | Campbell's Hall of Fame Tennis Championships Ньюпорт (Род-Айленд), США ATP World Tour 250 $500,000 – Трава – 32S/26Q/16D Одиночний розряд – Парний розряд | Джордан Керр Ражів Рам 6–7(6–8), 7–6(9–7), [10–6]                             | Міхаель Кольманн Рогір Вассен                                                   | Олів'є Рохус Фабріс Санторо            | Джессі Лівайн Брендан Еванс Кевін Кім Ніколя Маю                                      |
| 6 липня  | Кубок Девіса Острава, Чехія – Тверде (i) Пореч, Хорватія – Ґрунт (i) Тель-Авів, Ізраїль – Тверде (i) Марбелья, Іспанія – Ґрунт                            | перемогли в чвертьфіналі Чехія 3–2 · Хорватія 3–2 · Ізраїль 4–1 · Іспанія 3–2 | Програли в чвертьфіналі Аргентина · Сполучені Штати Америки · Росія · Німеччина |                                        |                                                                                       |
| 13 липня | Swedish Open Бостад, Швеція ATP World Tour 250 €450,000 – Ґрунт – 28S/29Q/16D Одиночний розряд – Парний розряд                                            | Робін Содерлінг 6–3, 7–6(7–4)                                                 | Хуан Монако                                                                     | Томмі Робредо Андреас Вінчігерра       | Фернандо Вердаско Теймураз Габашвілі Юрген Мельцер Ніколас Альмагро                   |
| 13 липня | Swedish Open Бостад, Швеція ATP World Tour 250 €450,000 – Ґрунт – 28S/29Q/16D Одиночний розряд – Парний розряд                                            | Ярослав Левинський Філіп Полашек 1–6, 6–3, [10–7]                             | Роберт Ліндстедт Робін Содерлінг                                                | Томмі Робредо Андреас Вінчігерра       | Фернандо Вердаско Теймураз Габашвілі Юрген Мельцер Ніколас Альмагро                   |
| 13 липня | MercedesCup Штутгарт, Німеччина ATP World Tour 250 €450,000 – Ґрунт – 32S/18Q/16D Одиночний розряд – Парний розряд                                        | Жеремі Шарді 1–6, 6–3, 6–4                                                    | Віктор Генеску                                                                  | Ніколас Кіфер Фабіо Фоніні             | Міша Зверєв Лукаш Кубот Александре Сідоренко Микола Давиденко                         |
| 13 липня | MercedesCup Штутгарт, Німеччина ATP World Tour 250 €450,000 – Ґрунт – 32S/18Q/16D Одиночний розряд – Парний розряд                                        | Франтішек Чермак Міхал Мертиняк 7–5, 6–4                                      | Віктор Генеску Горія Текеу                                                      | Ніколас Кіфер Фабіо Фоніні             | Міша Зверєв Лукаш Кубот Александре Сідоренко Микола Давиденко                         |
| 20 липня | International German Open Гамбург, Німеччина ATP World Tour 500 €1,115,000 – Ґрунт – 48S/22Q/16D Одиночний розряд – Парний розряд                         | Микола Давиденко 6–4, 6–2                                                     | Поль-Анрі Матьє                                                                 | Пабло Куевас Давид Феррер              | Віктор Троїцький Ніколас Альмагро Зімон Гройль Віктор Генеску                         |
| 20 липня | International German Open Гамбург, Німеччина ATP World Tour 500 €1,115,000 – Ґрунт – 48S/22Q/16D Одиночний розряд – Парний розряд                         | Сімон Аспелін Пол Генлі 6–3, 6–3                                              | Марсело Мело Філіп Полашек                                                      | Пабло Куевас Давид Феррер              | Віктор Троїцький Ніколас Альмагро Зімон Гройль Віктор Генеску                         |
| 20 липня | Indianapolis Tennis Championships Індіанаполіс, США ATP World Tour 250 $600,000 – Тверде – 32S/26Q/16D Одиночний розряд – Парний розряд                   | Роббі Джінепрі 6–2, 6–4                                                       | Сем Кверрі                                                                      | Френк Данцевич Джон Ізнер              | Дмитро Турсунов Марк Жікель Вейн Одеснік Богомолов Олександр Олександрович (тенісист) |
| 20 липня | Indianapolis Tennis Championships Індіанаполіс, США ATP World Tour 250 $600,000 – Тверде – 32S/26Q/16D Одиночний розряд – Парний розряд                   | Ернестс Гулбіс Дмитро Турсунов 6–4, 3–6, [11–9]                               | Ешлі Фішер Джордан Керр                                                         | Френк Данцевич Джон Ізнер              | Дмитро Турсунов Марк Жікель Вейн Одеснік Богомолов Олександр Олександрович (тенісист) |
| 27 липня | Allianz Suisse Open Gstaad Gstaad, Швейцарія ATP World Tour 250 €450,000 – Ґрунт – 32S/16D Одиночний розряд – Парний розряд                               | Томас Беллуччі 6–4, 7–6(7–2)                                                  | Андреас Бек                                                                     | Андрєєв Ігор Валерійович Маркуш Даніел | Ніколас Кіфер Жеремі Шарді Флоран Серра Віктор Крівой                                 |
| 27 липня | Allianz Suisse Open Gstaad Gstaad, Швейцарія ATP World Tour 250 €450,000 – Ґрунт – 32S/16D Одиночний розряд – Парний розряд                               | Марко К'юдінеллі Міхаель Ламмер 7–5, 6–3                                      | Ярослав Левинський Філіп Полашек                                                | Андрєєв Ігор Валерійович Маркуш Даніел | Ніколас Кіфер Жеремі Шарді Флоран Серра Віктор Крівой                                 |
| 27 липня | ATP Studena Croatia Open Umag Умаг, Хорватія ATP World Tour 250 €450,000 – Ґрунт – 32S/26Q/16D Одиночний розряд – Парний розряд                           | Микола Давиденко 6–3, 6–0                                                     | Хуан Карлос Ферреро                                                             | Юрген Мельцер Андреас Сеппі            | Сімоне Болеллі Іван Любичич Максімо Гонсалес Ніколас Массу                            |
| 27 липня | ATP Studena Croatia Open Umag Умаг, Хорватія ATP World Tour 250 €450,000 – Ґрунт – 32S/26Q/16D Одиночний розряд – Парний розряд                           | Франтішек Чермак Міхал Мертиняк 6–4, 6–4                                      | Юхан Брунстрем Жан-Жульєн Роєр                                                  | Юрген Мельцер Андреас Сеппі            | Сімоне Болеллі Іван Любичич Максімо Гонсалес Ніколас Массу                            |
| 27 липня | LA Tennis Open Лос-Анджелес, США ATP World Tour 250 $700,000 – Тверде – 28S/16D Одиночний розряд – Парний розряд                                          | Сем Кверрі 6–4, 3–6, 6–1                                                      | Карстен Болл                                                                    | Томмі Гаас Леонардо Маєр               | Марат Сафін Дуді Села Джон Ізнер Марді Фіш                                            |
| 27 липня | LA Tennis Open Лос-Анджелес, США ATP World Tour 250 $700,000 – Тверде – 28S/16D Одиночний розряд – Парний розряд                                          | Боб Браян Майк Браян 6–4, 7–6(7–2)                                            | Бенжамін Бекер Франк Мозер                                                      | Томмі Гаас Леонардо Маєр               | Марат Сафін Дуді Села Джон Ізнер Марді Фіш                                            |

### Серпень
| Тиждень             | Турнір | Чемпіони                                                 | Фіналісти                             | Півфіналісти                          | Чвертьфіналісти                                                 |
| ------------------- | --- | -------------------------------------------------------- | ------------------------------------- | ------------------------------------- | --------------------------------------------------------------- |
| 3 серпня            | Legg Mason Tennis Classic Вашингтон, США ATP World Tour 500 $1,402,000 – Тверде – 48S/16D Одиночний розряд – Парний розряд                                                     | Хуан Мартін дель Потро 3–6, 7–5, 7–6(8–6)                | Енді Роддік                           | Джон Ізнер Фернандо Гонсалес          | Іво Карлович Томаш Бердих Томмі Гаас Робін Содерлінг            |
| 3 серпня            | Legg Mason Tennis Classic Вашингтон, США ATP World Tour 500 $1,402,000 – Тверде – 48S/16D Одиночний розряд – Парний розряд                                                     | Мартін Дамм Роберт Ліндстедт 7–5, 7–6(7–3)               | Маріуш Фирстенберг Марцін Матковський | Джон Ізнер Фернандо Гонсалес          | Іво Карлович Томаш Бердих Томмі Гаас Робін Содерлінг            |
| 10 серпня           | Rogers Cup Монреаль, Канада ATP World Tour Masters 1000 $3,000,000 – Тверде – 56S/28Q/24D Одиночний розряд – Парний розряд                                                     | Енді Маррей 6–7(4–7), 7–6(7–3), 6–1                      | Хуан Мартін дель Потро                | Жо-Вілфрід Тсонга Енді Роддік         | Роджер Федерер Микола Давиденко Новак Джокович Рафаель Надаль   |
| 10 серпня           | Rogers Cup Монреаль, Канада ATP World Tour Masters 1000 $3,000,000 – Тверде – 56S/28Q/24D Одиночний розряд – Парний розряд                                                     | Магеш Бгупаті Марк Ноулз (тенісист) 6–4, 6–3             | Максим Мирний Енді Рам                | Жо-Вілфрід Тсонга Енді Роддік         | Роджер Федерер Микола Давиденко Новак Джокович Рафаель Надаль   |
| 17 серпня           | Western & Southern Financial Group Masters and Women's Open Мейсон (Огайо), США ATP World Tour Masters 1000 $3,000,000 – Тверде – 56S/28Q/24D Одиночний розряд – Парний розряд | Роджер Федерер 6–1, 7–5                                  | Новак Джокович                        | Енді Маррей Рафаель Надаль            | Ллейтон Г'юїтт Жульєн Беннето Жиль Сімон Томаш Бердих           |
| 17 серпня           | Western & Southern Financial Group Masters and Women's Open Мейсон (Огайо), США ATP World Tour Masters 1000 $3,000,000 – Тверде – 56S/28Q/24D Одиночний розряд – Парний розряд | Деніел Нестор Ненад Зімоньїч 3–6, 7–6(7–2), [15–13]      | Боб Браян Майк Браян                  | Енді Маррей Рафаель Надаль            | Ллейтон Г'юїтт Жульєн Беннето Жиль Сімон Томаш Бердих           |
| 24 серпня           | Pilot Pen Tennis Нью-Гейвен (Коннектикут), США ATP World Tour 250 $750,000 – Тверде – 48S/16D Одиночний розряд – Парний розряд                                                 | Фернандо Вердаско 6–4, 7–6(8–6)                          | Сем Кверрі                            | Хосе Акасусо Андрєєв Ігор Валерійович | Микола Давиденко Флоран Серра Леонардо Маєр Юрген Мельцер       |
| 24 серпня           | Pilot Pen Tennis Нью-Гейвен (Коннектикут), США ATP World Tour 250 $750,000 – Тверде – 48S/16D Одиночний розряд – Парний розряд                                                 | Юліан Ноул Юрген Мельцер 6–4, 7–6(7–3)                   | Бруно Соарес Кевін Ульєтт             | Хосе Акасусо Андрєєв Ігор Валерійович | Микола Давиденко Флоран Серра Леонардо Маєр Юрген Мельцер       |
| 31 серпня 7 вересня | Відкритий чемпіонат США з тенісу New York City, США Grand Slam $10,006,000 – Тверде 128S/128Q/64D/32X Одиночний розряд – Парний розряд – Мікст                                 | Хуан Мартін дель Потро 3–6, 7–6(7–5), 4–6, 7–6(7–4), 6–2 | Роджер Федерер                        | Новак Джокович Рафаель Надаль         | Робін Содерлінг Фернандо Вердаско Фернандо Гонсалес Марин Чилич |
| 31 серпня 7 вересня | Відкритий чемпіонат США з тенісу New York City, США Grand Slam $10,006,000 – Тверде 128S/128Q/64D/32X Одиночний розряд – Парний розряд – Мікст                                 | Лукаш Длоуги Леандер Паес 3–6, 6–3 6–2                   | Магеш Бгупаті Марк Ноулз (тенісист)   | Новак Джокович Рафаель Надаль         | Робін Содерлінг Фернандо Вердаско Фернандо Гонсалес Марин Чилич |
| 31 серпня 7 вересня | Відкритий чемпіонат США з тенісу New York City, США Grand Slam $10,006,000 – Тверде 128S/128Q/64D/32X Одиночний розряд – Парний розряд – Мікст                                 | Тревіс Перротт Карлі Галліксон 6–2, 6–4                  | Леандер Паес Кара Блек                | Новак Джокович Рафаель Надаль         | Робін Содерлінг Фернандо Вердаско Фернандо Гонсалес Марин Чилич |

### Вересень
| Тиждень    | Турнір | Чемпіони                                       | Фіналісти                               | Півфіналісти                           | Чвертьфіналісти                                                  |
| ---------- | --- | ---------------------------------------------- | --------------------------------------- | -------------------------------------- | ---------------------------------------------------------------- |
| 14 вересня | Кубок Девіса Пореч, Хорватія – Ґрунт (i) Мурсія, Іспанія – Ґрунт                                                                     | Перемогли в півфіналі Чехія 4–1 · Іспанія 4–1  | Програли в півфіналі Хорватія · Ізраїль |                                        |                                                                  |
| 21 вересня | BCR Open Romania Бухарест, Румунія ATP World Tour 250 €450,000 – Ґрунт – 32S/16D Одиночний розряд – Парний розряд                    | Альберт Монтаньєс 7–6(7–2), 7–6(8–6)           | Хуан Монако                             | Зімон Гройль Сантьяго Вентура Бертомеу | Максімо Гонсалес Пабло Куевас Рубен Рамірес Ідальго Фабіо Фоніні |
| 21 вересня | BCR Open Romania Бухарест, Румунія ATP World Tour 250 €450,000 – Ґрунт – 32S/16D Одиночний розряд – Парний розряд                    | Франтішек Чермак Міхал Мертиняк 6–2, 6–4       | Юхан Брунстрем Жан-Жульєн Роєр          | Зімон Гройль Сантьяго Вентура Бертомеу | Максімо Гонсалес Пабло Куевас Рубен Рамірес Ідальго Фабіо Фоніні |
| 21 вересня | Open de Moselle Мец, Франція ATP World Tour 250 €450,000 – Тверде (i) – 28S/21Q/16D Одиночний розряд – Парний розряд                 | Гаель Монфіс 7–6(7–1), 3–6, 6–2                | Філіпп Кольшрайбер                      | Рішар Гаске Поль-Анрі Матьє            | Янко Типсаревич Філіпп Пецшнер Андреас Бек Євген Корольов        |
| 21 вересня | Open de Moselle Мец, Франція ATP World Tour 250 €450,000 – Тверде (i) – 28S/21Q/16D Одиночний розряд – Парний розряд                 | Колін Флемінг Кен Скупскі 2–6, 6–4, [10–5]     | Арно Клеман Мікаель Льодра              | Рішар Гаске Поль-Анрі Матьє            | Янко Типсаревич Філіпп Пецшнер Андреас Бек Євген Корольов        |
| 28 вересня | PTT Thailand Open Бангкок, Таїланд ATP World Tour 250 $608,500 – Тверде (i) – 28S/16D Одиночний розряд – Doubles drarw               | Жиль Сімон 7–5, 6–3                            | Віктор Троїцький                        | Жо-Вілфрід Тсонга Юрген Мельцер        | Марко К'юдінеллі Джон Ізнер Андреас Бек Євген Корольов           |
| 28 вересня | PTT Thailand Open Бангкок, Таїланд ATP World Tour 250 $608,500 – Тверде (i) – 28S/16D Одиночний розряд – Doubles drarw               | Ерік Буторак Ражів Рам 7–6(7–4), 6–3           | Гільєрмо Гарсія-Лопес Міша Зверєв       | Жо-Вілфрід Тсонга Юрген Мельцер        | Марко К'юдінеллі Джон Ізнер Андреас Бек Євген Корольов           |
| 28 вересня | Proton Malaysian Open Куала-Лумпур, Малайзія ATP World Tour 250 $850,000 – Тверде (i) – 28S/32S/16D Одиночний розряд – Парний розряд | Микола Давиденко 6–4, 7–5                      | Фернандо Вердаско                       | Робін Содерлінг Фернандо Гонсалес      | Гаель Монфіс Томаш Бердих Михайло Южний Рішар Гаске              |
| 28 вересня | Proton Malaysian Open Куала-Лумпур, Малайзія ATP World Tour 250 $850,000 – Тверде (i) – 28S/32S/16D Одиночний розряд – Парний розряд | Маріуш Фирстенберг Марцін Матковський 6–2, 6–1 | Ігор Куніцин Ярослав Левинський         | Робін Содерлінг Фернандо Гонсалес      | Гаель Монфіс Томаш Бердих Михайло Южний Рішар Гаске              |

### Жовтень
| Тиждень   | Турнір | Чемпіони                                         | Фіналісти                             | Півфіналісти                       | Чвертьфіналісти                                                   |
| --------- | --- | ------------------------------------------------ | ------------------------------------- | ---------------------------------- | ----------------------------------------------------------------- |
| 5 жовтня  | China Open (теніс) Пекін, КНР ATP World Tour 500 $2,100,600 – Тверде – 32S/16D Одиночний розряд – Парний розряд                                | Новак Джокович 6–2, 7–6(7–4)                     | Марин Чилич                           | Рафаель Надаль Робін Содерлінг     | Марат Сафін Микола Давиденко Іван Любичич Фернандо Вердаско       |
| 5 жовтня  | China Open (теніс) Пекін, КНР ATP World Tour 500 $2,100,600 – Тверде – 32S/16D Одиночний розряд – Парний розряд                                | Боб Браян Майк Браян 6–4, 6–2                    | Марк Ноулз (тенісист) Енді Роддік     | Рафаель Надаль Робін Содерлінг     | Марат Сафін Микола Давиденко Іван Любичич Фернандо Вердаско       |
| 5 жовтня  | Rakuten Japan Open Tennis Championships Tokyo, Японія ATP World Tour 500 $1,226,600 – Тверде – 32S/16D Одиночний розряд – Парний розряд        | Жо-Вілфрід Тсонга 6–3, 6–3                       | Михайло Южний                         | Ллейтон Г'юїтт Гаель Монфіс        | Едуар Роже-Васслен Томаш Бердих Стен Вавринка Ернестс Гулбіс      |
| 5 жовтня  | Rakuten Japan Open Tennis Championships Tokyo, Японія ATP World Tour 500 $1,226,600 – Тверде – 32S/16D Одиночний розряд – Парний розряд        | Юліан Ноул Юрген Мельцер 6–2, 5–7, [10–8]        | Росс Гатчінс Джордан Керр             | Ллейтон Г'юїтт Гаель Монфіс        | Едуар Роже-Васслен Томаш Бердих Стен Вавринка Ернестс Гулбіс      |
| 12 жовтня | Shanghai ATP Masters 1000 p/b Rolex Шанхай, КНР ATP World Tour Masters 1000 $5,250,000 – Тверде – 56S/28Q/24D Одиночний розряд – Парний розряд | Микола Давиденко 7–6(7–3), 6–3                   | Рафаель Надаль                        | Фелісіано Лопес Новак Джокович     | Іван Любичич Робін Содерлінг Радек Штепанек Жиль Сімон            |
| 12 жовтня | Shanghai ATP Masters 1000 p/b Rolex Шанхай, КНР ATP World Tour Masters 1000 $5,250,000 – Тверде – 56S/28Q/24D Одиночний розряд – Парний розряд | Жульєн Беннето Жо-Вілфрід Тсонга 6–2, 6–4        | Маріуш Фирстенберг Марцін Матковський | Фелісіано Лопес Новак Джокович     | Іван Любичич Робін Содерлінг Радек Штепанек Жиль Сімон            |
| 19 жовтня | If Stockholm Open Стокгольм, Швеція ATP World Tour 250 €600,000 – Тверде (i) – 32S/16D Одиночний розряд – Doubles ddraw                        | Маркос Багдатіс 6–1, 7–5                         | Олів'є Рохус                          | Робін Содерлінг Томас Беллуччі     | Гільєрмо Гарсія-Лопес Арно Клеман Йоахім Йоханссон Яркко Ніємінен |
| 19 жовтня | If Stockholm Open Стокгольм, Швеція ATP World Tour 250 €600,000 – Тверде (i) – 32S/16D Одиночний розряд – Doubles ddraw                        | Бруно Соарес Кевін Ульєтт 6–4, 7–6(7–4)          | Сімон Аспелін Пол Генлі               | Робін Содерлінг Томас Беллуччі     | Гільєрмо Гарсія-Лопес Арно Клеман Йоахім Йоханссон Яркко Ніємінен |
| 19 жовтня | Кубок Кремля Moscow, Росія ATP World Tour 250 $1,080,500 – Тверде (i) – 32S/16D Одиночний розряд – Парний розряд                               | Михайло Южний 6–7(5–7), 6–0, 6–4                 | Янко Типсаревич                       | Ілля Марченко Михайло Кукушкін     | Євген Корольов Роббі Джінепрі Сергій Стаховський Пабло Куевас     |
| 19 жовтня | Кубок Кремля Moscow, Росія ATP World Tour 250 $1,080,500 – Тверде (i) – 32S/16D Одиночний розряд – Парний розряд                               | Пабло Куевас Марсель Гранольєрс 4–6, 7–5, [10–8] | Франтішек Чермак Міхал Мертиняк       | Ілля Марченко Михайло Кукушкін     | Євген Корольов Роббі Джінепрі Сергій Стаховський Пабло Куевас     |
| 26 жовтня | St. Petersburg Open Санкт-Петербург, Росія ATP World Tour 250 $750,000 – Тверде (i) – 32S/16D Одиночний розряд – Парний розряд                 | Сергій Стаховський 2–6, 7–6(10–8), 7–6(9–7)      | Орасіо Себальйос                      | Марат Сафін Ігор Куніцин           | Денис Істомін Бйорн Фау Ернестс Гулбіс Віктор Генеску             |
| 26 жовтня | St. Petersburg Open Санкт-Петербург, Росія ATP World Tour 250 $750,000 – Тверде (i) – 32S/16D Одиночний розряд – Парний розряд                 | Колін Флемінг Кен Скупскі 2–6, 7–5, [10–4]       | Жеремі Шарді Рішар Гаске              | Марат Сафін Ігор Куніцин           | Денис Істомін Бйорн Фау Ернестс Гулбіс Віктор Генеску             |
| 26 жовтня | Grand Prix de Tennis de Lyon Ліон, Франція ATP World Tour 250 €766,750 – Тверде (i) – 32S/16D Одиночний розряд – Парний розряд                 | Іван Любичич 7–5, 6–3                            | Мікаель Льодра                        | Арно Клеман Жиль Сімон             | Жо-Вілфрід Тсонга Флоран Серра Марк Жікель Жульєн Беннето         |
| 26 жовтня | Grand Prix de Tennis de Lyon Ліон, Франція ATP World Tour 250 €766,750 – Тверде (i) – 32S/16D Одиночний розряд – Парний розряд                 | Жульєн Беннето Ніколя Маю 6–4, 7–6(10–8)         | Арно Клеман Себастьян Грожан          | Арно Клеман Жиль Сімон             | Жо-Вілфрід Тсонга Флоран Серра Марк Жікель Жульєн Беннето         |
| 26 жовтня | Bank Austria-TennisTrophy Відень, Австрія ATP World Tour 250 €650,000 – Тверде (i) – 32S/16D Одиночний розряд – Парний розряд                  | Юрген Мельцер 6–4, 6–3                           | Марин Чилич                           | Філіпп Кольшрайбер Янко Типсаревич | Фелісіано Лопес Ніколас Альмагро Гаель Монфіс Радек Штепанек      |
| 26 жовтня | Bank Austria-TennisTrophy Відень, Австрія ATP World Tour 250 €650,000 – Тверде (i) – 32S/16D Одиночний розряд – Парний розряд                  | Лукаш Кубот Олівер Марах 2–6, 6–4, [11–9]        | Юліан Ноул Юрген Мельцер              | Філіпп Кольшрайбер Янко Типсаревич | Фелісіано Лопес Ніколас Альмагро Гаель Монфіс Радек Штепанек      |

### Листопад
| Тиждень      | Турнір | Чемпіони                                 | Фіналісти                        | Півфіналісти                       | Чвертьфіналісти                                                         |
| ------------ | --- | ---------------------------------------- | -------------------------------- | ---------------------------------- | ----------------------------------------------------------------------- |
| 2 листопада  | Valencia Open 500 Валенсія ATP World Tour 500 €2,019,000 – Тверде (i) – 32S/16D Одиночний розряд – Парний розряд                                   | Енді Маррей 6–3, 6–2                     | Михайло Южний                    | Фернандо Вердаско Микола Давиденко | Альберт Монтаньєс Томмі Робредо Жиль Сімон Гільєрмо Гарсія-Лопес        |
| 2 листопада  | Valencia Open 500 Валенсія ATP World Tour 500 €2,019,000 – Тверде (i) – 32S/16D Одиночний розряд – Парний розряд                                   | Франтішек Чермак Міхал Мертиняк 6–4, 6–3 | Марсель Гранольєрс Томмі Робредо | Фернандо Вердаско Микола Давиденко | Альберт Монтаньєс Томмі Робредо Жиль Сімон Гільєрмо Гарсія-Лопес        |
| 2 листопада  | Davidoff Swiss Indoors Базель, Швейцарія ATP World Tour 500 €1,755,000 – Тверде (i) – 32S/16D Одиночний розряд – Парний розряд                     | Новак Джокович 6–4, 4–6, 6–2             | Роджер Федерер                   | Марко К'юдінеллі Радек Штепанек    | Євген Корольов Рішар Гаске Марин Чилич Стен Вавринка                    |
| 2 листопада  | Davidoff Swiss Indoors Базель, Швейцарія ATP World Tour 500 €1,755,000 – Тверде (i) – 32S/16D Одиночний розряд – Парний розряд                     | Деніел Нестор Ненад Зімоньїч 6–2, 6–3    | Боб Браян Майк Браян             | Марко К'юдінеллі Радек Штепанек    | Євген Корольов Рішар Гаске Марин Чилич Стен Вавринка                    |
| 9 листопада  | BNP Paribas Masters Paris, Франція ATP World Tour Masters 1000 $5,250,000 – Тверде (i) – 48S/24D Одиночний розряд – Парний розряд                  | Новак Джокович 6–2, 5–7, 7–6(7–3)        | Гаель Монфіс                     | Радек Штепанек Рафаель Надаль      | Марин Чилич Хуан Мартін дель Потро Робін Содерлінг Жо-Вілфрід Тсонга    |
| 9 листопада  | BNP Paribas Masters Paris, Франція ATP World Tour Masters 1000 $5,250,000 – Тверде (i) – 48S/24D Одиночний розряд – Парний розряд                  | Деніел Нестор Ненад Зімоньїч 6–3, 6–4    | Марсель Гранольєрс Томмі Робредо | Радек Штепанек Рафаель Надаль      | Марин Чилич Хуан Мартін дель Потро Робін Содерлінг Жо-Вілфрід Тсонга    |
| 23 листопада | Barclays ATP World Tour Finals London, Велика Британія ATP World Tour Фінали $5,000,000 – Тверде (i) – 8S/8D (RR) Одиночний розряд – Парний розряд | Микола Давиденко 6–3, 6–4                | Хуан Мартін дель Потро           | Роджер Федерер Робін Содерлінг     | Раунд Robin Енді Маррей Фернандо Вердаско Новак Джокович Рафаель Надаль |
| 23 листопада | Barclays ATP World Tour Finals London, Велика Британія ATP World Tour Фінали $5,000,000 – Тверде (i) – 8S/8D (RR) Одиночний розряд – Парний розряд | Боб Браян Майк Браян 7–6(7–5), 6–3       | Максим Мирний Енді Рам           | Роджер Федерер Робін Содерлінг     | Раунд Robin Енді Маррей Фернандо Вердаско Новак Джокович Рафаель Надаль |
| 30 листопада | Фінал Кубка Девіса Барселона, Іспанія – Ґрунт (i)                                                                                                  | Іспанія 5–0                              | Чехія                            |                                    |                                                                         |

## Статистична інформація
Ці таблиці показують кількість виграних турнірів кожним окремим гравцем та представниками різних країн. Враховані одиночні (S), парні (D) та змішані (X) титули на турнірах усіх рівнів: Великий шолом, Підсумковий, Мастерс, 500, 250. Гравців і країни розподілено за такими показниками:
1. Загальна кількість титулів (титул в парному розряді, виграний двома тенісистами, які представляють одну й ту саму країну, зараховано як  лише один виграш для країни);
2. Сумарна цінність усіх виграних титулів (одна перемога на турнірі Великого шолома, дорівнює двом перемогам на турнірі Мастерс 1000, одна перемога на Фіналі Світового Туру ATP дорівнює півтора перемогам на турнірі Мастерс 1000, один Мастерс 1000 дорівнює двом Мастерс 500, один Мастерс 500 дорівнює двом Мастерс 250);
3. Ієрархія розрядів: одиночний > парний > змішаний;
4. Алфавітний порядок (для гравців за прізвищем).

### Легенда
| Турніри Великого шолома       |
| Фінал Світового Туру ATP      |
| Світовий Тур ATP Мастерс 1000 |
| Світовий Тур ATP 500          |
| Світовий Тур ATP 250          |

### Титули окремих гравців
| Всього | Гравець                                    | Великий шолом | Великий шолом | Великий шолом | Фінали ATP | Фінали ATP | Masters 1000 | Masters 1000 | Tour 500 | Tour 500 | Tour 250 | Tour 250 | Всього | Всього | Всього |
| Всього | Гравець                                    | S             | D             | X             | S          | D          | S            | D            | S        | D        | S        | D        | S      | D      | X      |
| ------ | ------------------------------------------ | ------------- | ------------- | ------------- | ---------- | ---------- | ------------ | ------------ | -------- | -------- | -------- | -------- | ------ | ------ | ------ |
| 9      | Деніел Нестор (CAN)                        |               | ●             |               |            |            |              | ●            |          | ●        |          |          | 0      | 9      | 0      |
| 9      | Nenad Zimonjić (SRB)                       |               | ●             |               |            |            |              | ●            |          | ●        |          |          | 0      | 9      | 0      |
| 8      | Боб Браян (USA)                            |               | ●             | ●             |            | ●          |              |              |          | ●        |          | ●        | 0      | 7      | 1      |
| 7      | Майк Браян (USA)                           |               | ●             |               |            | ●          |              |              |          | ●        |          | ●        | 0      | 7      | 0      |
| 6      | Рафаель Надаль (ESP)                       | ●             |               |               |            |            | ●            |              | ●        |          |          | ●        | 5      | 1      | 0      |
| 6      | Енді Маррей (GBR)                          |               |               |               |            |            | ●            |              | ●        |          | ●        |          | 6      | 0      | 0      |
| 5      | Микола Давиденко (RUS)                     |               |               |               | ●          |            | ●            |              | ●        |          | ●        |          | 5      | 0      | 0      |
| 5      | Новак Джокович (SRB)                       |               |               |               |            |            | ●            |              | ●        |          | ●        |          | 5      | 0      | 0      |
| 5      | Жо-Вілфрід Тсонга (FRA)                    |               |               |               |            |            |              | ●            | ●        |          | ●        | ●        | 3      | 2      | 0      |
| 5      | František Čermák (CZE)                     |               |               |               |            |            |              |              |          | ●        |          | ●        | 0      | 5      | 0      |
| 5      | Michal Mertiňák (SVK)                      |               |               |               |            |            |              |              |          | ●        |          | ●        | 0      | 5      | 0      |
| 4      | Роджер Федерер (SUI)                       | ●             |               |               |            |            | ●            |              |          |          |          |          | 4      | 0      | 0      |
| 4      | Ражів Рам (USA)                            |               |               |               |            |            |              |              |          |          | ●        | ●        | 1      | 3      | 0      |
| 3      | Хуан Мартін дель Потро (ARG)               | ●             |               |               |            |            |              |              | ●        |          | ●        |          | 3      | 0      | 0      |
| 3      | Марк Ноулз (BAH)                           |               |               | ●             |            |            |              | ●            |          | ●        |          |          | 0      | 2      | 1      |
| 3      | Марді Фіш (USA)                            |               |               |               |            |            |              | ●            |          | ●        | ●        |          | 1      | 2      | 0      |
| 3      | Юрген Мельцер (AUT)                        |               |               |               |            |            |              |              |          | ●        | ●        | ●        | 1      | 2      | 0      |
| 3      | Дмитро Турсунов (RUS)                      |               |               |               |            |            |              |              |          | ●        | ●        | ●        | 1      | 2      | 0      |
| 3      | Мартін Дамм (CZE)                          |               |               |               |            |            |              |              |          | ●        |          | ●        | 0      | 3      | 0      |
| 3      | Роберт Ліндстедт (SWE)                     |               |               |               |            |            |              |              |          | ●        |          | ●        | 0      | 3      | 0      |
| 3      | Томмі Робредо (ESP)                        |               |               |               |            |            |              |              |          |          | ●        | ●        | 2      | 1      | 0      |
| 3      | Radek Štěpánek (CZE)                       |               |               |               |            |            |              |              |          |          | ●        | ●        | 2      | 1      | 0      |
| 3      | Ерік Буторак (USA)                         |               |               |               |            |            |              |              |          |          |          | ●        | 0      | 3      | 0      |
| 3      | Марсель Гранольєрс (ESP)                   |               |               |               |            |            |              |              |          |          |          | ●        | 0      | 3      | 0      |
| 3      | Лукаш Кубот (POL)                          |               |               |               |            |            |              |              |          |          |          | ●        | 0      | 3      | 0      |
| 3      | Олівер Марах (AUT)                         |               |               |               |            |            |              |              |          |          |          | ●        | 0      | 3      | 0      |
| 2      | Lukáš Dlouhý (CZE)                         |               | ●             |               |            |            |              |              |          |          |          |          | 0      | 2      | 0      |
| 2      | Леандер Паес (IND)                         |               | ●             |               |            |            |              |              |          |          |          |          | 0      | 2      | 0      |
| 2      | Магеш Бгупаті (IND)                        |               |               | ●             |            |            |              | ●            |          |          |          |          | 0      | 1      | 1      |
| 2      | Енді Роддік (USA)                          |               |               |               |            |            |              | ●            | ●        |          |          |          | 1      | 1      | 0      |
| 2      | Жульєн Беннето (FRA)                       |               |               |               |            |            |              | ●            |          |          |          | ●        | 0      | 2      | 0      |
| 2      | Юліан Ноул (AUT)                           |               |               |               |            |            |              |              |          | ●        |          | ●        | 0      | 2      | 0      |
| 2      | Marin Čilić (CRO)                          |               |               |               |            |            |              |              |          |          | ●        |          | 2      | 0      | 0      |
| 2      | Альберт Монтаньєс (ESP)                    |               |               |               |            |            |              |              |          |          | ●        |          | 2      | 0      | 0      |
| 2      | Томмі Гаас (GER)                           |               |               |               |            |            |              |              |          |          | ●        | ●        | 1      | 1      | 0      |
| 2      | Михайло Южний (RUS)                        |               |               |               |            |            |              |              |          |          | ●        | ●        | 1      | 1      | 0      |
| 2      | Пабло Куевас (URU)                         |               |               |               |            |            |              |              |          |          |          | ●        | 0      | 2      | 0      |
| 2      | Колін Флемінг (GBR)                        |               |               |               |            |            |              |              |          |          |          | ●        | 0      | 2      | 0      |
| 2      | Маріуш Фирстенберг (POL)                   |               |               |               |            |            |              |              |          |          |          | ●        | 0      | 2      | 0      |
| 2      | Марцін Матковський (POL)                   |               |               |               |            |            |              |              |          |          |          | ●        | 0      | 2      | 0      |
| 2      | Веслі Муді (RSA)                           |               |               |               |            |            |              |              |          |          |          | ●        | 0      | 2      | 0      |
| 2      | Дік Норман (BEL)                           |               |               |               |            |            |              |              |          |          |          | ●        | 0      | 2      | 0      |
| 2      | Кен Скупскі (GBR)                          |               |               |               |            |            |              |              |          |          |          | ●        | 0      | 2      | 0      |
| 1      | Тревіс Перротт (USA)                       |               |               | ●             |            |            |              |              |          |          |          |          | 0      | 0      | 1      |
| 1      | Максим Мирний (BLR)                        |               |               |               |            |            |              | ●            |          |          |          |          | 0      | 1      | 0      |
| 1      | Енді Рам (ISR)                             |               |               |               |            |            |              | ●            |          |          |          |          | 0      | 1      | 0      |
| 1      | Ніколас Альмагро (ESP)                     |               |               |               |            |            |              |              | ●        |          |          |          | 1      | 0      | 0      |
| 1      | Сімон Аспелін (SWE)                        |               |               |               |            |            |              |              |          | ●        |          |          | 0      | 1      | 0      |
| 1      | Paul Hanley (AUS)                          |               |               |               |            |            |              |              |          | ●        |          |          | 0      | 1      | 0      |
| 1      | Рік де Вуст (RSA)                          |               |               |               |            |            |              |              |          | ●        |          |          | 0      | 1      | 0      |
| 1      | Маркос Багдатіс (CYP)                      |               |               |               |            |            |              |              |          |          | ●        |          | 1      | 0      | 0      |
| 1      | Бенжамін Бекер (GER)                       |               |               |               |            |            |              |              |          |          | ●        |          | 1      | 0      | 0      |
| 1      | Томас Беллуччі (BRA)                       |               |               |               |            |            |              |              |          |          | ●        |          | 1      | 0      | 0      |
| 1      | Томаш Бердих (CZE)                         |               |               |               |            |            |              |              |          |          | ●        |          | 1      | 0      | 0      |
| 1      | Жеремі Шарді (FRA)                         |               |               |               |            |            |              |              |          |          | ●        |          | 1      | 0      | 0      |
| 1      | Хуан Карлос Ферреро (ESP)                  |               |               |               |            |            |              |              |          |          | ●        |          | 1      | 0      | 0      |
| 1      | Guillermo García López (ESP)               |               |               |               |            |            |              |              |          |          | ●        |          | 1      | 0      | 0      |
| 1      | Роббі Джінепрі (USA)                       |               |               |               |            |            |              |              |          |          | ●        |          | 1      | 0      | 0      |
| 1      | Fernando González (CHI)                    |               |               |               |            |            |              |              |          |          | ●        |          | 1      | 0      | 0      |
| 1      | Ллейтон Г'юїтт (AUS)                       |               |               |               |            |            |              |              |          |          | ●        |          | 1      | 0      | 0      |
| 1      | Ivan Ljubičić (CRO)                        |               |               |               |            |            |              |              |          |          | ●        |          | 1      | 0      | 0      |
| 1      | Гаель Монфіс (FRA)                         |               |               |               |            |            |              |              |          |          | ●        |          | 1      | 0      | 0      |
| 1      | Давід Налбандян (ARG)                      |               |               |               |            |            |              |              |          |          | ●        |          | 1      | 0      | 0      |
| 1      | Сем Кверрі (USA)                           |               |               |               |            |            |              |              |          |          | ●        |          | 1      | 0      | 0      |
| 1      | Жиль Сімон (FRA)                           |               |               |               |            |            |              |              |          |          | ●        |          | 1      | 0      | 0      |
| 1      | Robin Söderling (SWE)                      |               |               |               |            |            |              |              |          |          | ●        |          | 1      | 0      | 0      |
| 1      | Сергій Стаховський (UKR)                   |               |               |               |            |            |              |              |          |          | ●        |          | 1      | 0      | 0      |
| 1      | Фернандо Вердаско (ESP)                    |               |               |               |            |            |              |              |          |          | ●        |          | 1      | 0      | 0      |
| 1      | Джеймс Серретані (USA)                     |               |               |               |            |            |              |              |          |          |          | ●        | 0      | 1      | 0      |
| 1      | Марко К'юдінеллі (SUI)                     |               |               |               |            |            |              |              |          |          |          | ●        | 0      | 1      | 0      |
| 1      | Arnaud Clément (FRA)                       |               |               |               |            |            |              |              |          |          |          | ●        | 0      | 1      | 0      |
| 1      | Бріан Дабуль (ARG)                         |               |               |               |            |            |              |              |          |          |          | ●        | 0      | 1      | 0      |
| 1      | Марк Жікель (FRA)                          |               |               |               |            |            |              |              |          |          |          | ●        | 0      | 1      | 0      |
| 1      | Ернестс Гулбіс (LAT)                       |               |               |               |            |            |              |              |          |          |          | ●        | 0      | 1      | 0      |
| 1      | Ян Герних (CZE)                            |               |               |               |            |            |              |              |          |          |          | ●        | 0      | 1      | 0      |
| 1      | Крістофер Кас (GER)                        |               |               |               |            |            |              |              |          |          |          | ●        | 0      | 1      | 0      |
| 1      | Джордан Керр (AUS)                         |               |               |               |            |            |              |              |          |          |          | ●        | 0      | 1      | 0      |
| 1      | Філіпп Кольшрайбер (GER)                   |               |               |               |            |            |              |              |          |          |          | ●        | 0      | 1      | 0      |
| 1      | Міхаель Ламмер (SUI)                       |               |               |               |            |            |              |              |          |          |          | ●        | 0      | 1      | 0      |
| 1      | Jaroslav Levinský (CZE)                    |               |               |               |            |            |              |              |          |          |          | ●        | 0      | 1      | 0      |
| 1      | Скотт Ліпскі (USA)                         |               |               |               |            |            |              |              |          |          |          | ●        | 0      | 1      | 0      |
| 1      | Мікаель Льодра (FRA)                       |               |               |               |            |            |              |              |          |          |          | ●        | 0      | 1      | 0      |
| 1      | Marc López (ESP)                           |               |               |               |            |            |              |              |          |          |          | ●        | 0      | 1      | 0      |
| 1      | Ніколя Маю (FRA)                           |               |               |               |            |            |              |              |          |          |          | ●        | 0      | 1      | 0      |
| 1      | Alberto Martín Alberto Martín Martin (ESP) |               |               |               |            |            |              |              |          |          |          | ●        | 0      | 1      | 0      |
| 1      | Марсело Мело (BRA)                         |               |               |               |            |            |              |              |          |          |          | ●        | 0      | 1      | 0      |
| 1      | Ivo Minář (CZE)                            |               |               |               |            |            |              |              |          |          |          | ●        | 0      | 1      | 0      |
| 1      | Filip Polášek (SVK)                        |               |               |               |            |            |              |              |          |          |          | ●        | 0      | 1      | 0      |
| 1      | André Sá (BRA)                             |               |               |               |            |            |              |              |          |          |          | ●        | 0      | 1      | 0      |
| 1      | Бруно Соарес (BRA)                         |               |               |               |            |            |              |              |          |          |          | ●        | 0      | 1      | 0      |
| 1      | Кевін Ульєтт (ZIM)                         |               |               |               |            |            |              |              |          |          |          | ●        | 0      | 1      | 0      |

### Титули за країнами
| Всього | Країна                  | Великий шолом | Великий шолом | Великий шолом | Фінали ATP | Фінали ATP | Masters 1000 | Masters 1000 | Tour 500 | Tour 500 | Tour 250 | Tour 250 | Всього | Всього | Всього |
| Всього | Країна                  | S             | D             | X             | S          | D          | S            | D            | S        | D        | S        | D        | S      | D      | X      |
| ------ | ----------------------- | ------------- | ------------- | ------------- | ---------- | ---------- | ------------ | ------------ | -------- | -------- | -------- | -------- | ------ | ------ | ------ |
| 21     | США (USA)               |               | 1             | 2             |            | 1          |              | 1            | 1        | 2        | 4        | 9        | 5      | 14     | 2      |
| 17     | Іспанія (ESP)           | 1             |               |               |            |            | 3            |              | 2        |          | 7        | 4        | 13     | 4      | 0      |
| 16     | Чехія (CZE)             |               | 2             |               |            |            |              |              |          | 3        | 3        | 8        | 3      | 13     | 0      |
| 14     | Сербія (SRB)            |               | 1             |               |            |            | 1            | 5            | 3        | 3        | 1        |          | 5      | 9      | 0      |
| 10     | Росія (RUS)             |               |               |               | 1          |            | 1            |              | 1        | 1        | 4        | 2        | 6      | 3      | 0      |
| 10     | Франція (FRA)           |               |               |               |            |            |              | 1            | 1        |          | 5        | 3        | 6      | 4      | 0      |
| 9      | Канада (CAN)            |               | 1             |               |            |            |              | 5            |          | 3        |          |          | 0      | 9      | 0      |
| 8      | Велика Британія (GBR)   |               |               |               |            |            | 2            |              | 2        |          | 2        | 2        | 6      | 2      | 0      |
| 6      | Словаччина (SVK)        |               |               |               |            |            |              |              |          | 2        |          | 4        | 0      | 6      | 0      |
| 6      | Австрія (AUT)           |               |               |               |            |            |              |              |          | 1        | 1        | 4        | 1      | 5      | 0      |
| 5      | Швейцарія (SUI)         | 2             |               |               |            |            | 2            |              |          |          |          | 1        | 4      | 1      | 0      |
| 5      | Аргентина (ARG)         | 1             |               |               |            |            |              |              | 1        |          | 2        | 1        | 4      | 1      | 0      |
| 5      | Швеція (SWE)            |               |               |               |            |            |              |              |          | 2        | 1        | 2        | 1      | 4      | 0      |
| 5      | Польща (POL)            |               |               |               |            |            |              |              |          |          |          | 5        | 0      | 5      | 0      |
| 4      | Індія (IND)             |               | 2             | 1             |            |            |              | 1            |          |          |          |          | 0      | 3      | 1      |
| 4      | Німеччина (GER)         |               |               |               |            |            |              |              |          |          | 2        | 2        | 2      | 2      | 0      |
| 3      | Багамські Острови (BAH) |               |               | 1             |            |            |              | 1            |          | 1        |          |          | 0      | 2      | 1      |
| 3      | Австралія (AUS)         |               |               |               |            |            |              |              |          | 1        | 1        | 1        | 1      | 1      | 0      |
| 3      | ПАР (RSA)               |               |               |               |            |            |              |              |          | 1        |          | 2        | 0      | 3      | 0      |
| 3      | Хорватія (CRO)          |               |               |               |            |            |              |              |          |          | 3        |          | 3      | 0      | 0      |
| 3      | Бразилія (BRA)          |               |               |               |            |            |              |              |          |          | 1        | 2        | 1      | 2      | 0      |
| 2      | Бельгія (BEL)           |               |               |               |            |            |              |              |          |          |          | 2        | 0      | 2      | 0      |
| 2      | Уругвай (URU)           |               |               |               |            |            |              |              |          |          |          | 2        | 0      | 2      | 0      |
| 1      | Білорусь (BLR)          |               |               |               |            |            |              | 1            |          |          |          |          | 0      | 1      | 0      |
| 1      | Ізраїль (ISR)           |               |               |               |            |            |              | 1            |          |          |          |          | 0      | 1      | 0      |
| 1      | Чилі (CHI)              |               |               |               |            |            |              |              |          |          | 1        |          | 1      | 0      | 0      |
| 1      | Кіпр (CYP)              |               |               |               |            |            |              |              |          |          | 1        |          | 1      | 0      | 0      |
| 1      | Україна (UKR)           |               |               |               |            |            |              |              |          |          | 1        |          | 1      | 0      | 0      |
| 1      | Латвія (LAT)            |               |               |               |            |            |              |              |          |          |          | 1        | 0      | 1      | 0      |
| 1      | Зімбабве (ZIM)          |               |               |               |            |            |              |              |          |          |          | 1        | 0      | 1      | 0      |

## Рейтинг ATP
Нижче наведено Рейтинг ATP 20 найкращих тенісистів в одиночному та парному розрядах на кінець 2008 і 2009 року. Колонка подвоєних пунктів за 2008 рік наведена для порівняння результатів враховуючи зміну способу нарахування в 2009 році. 

### Одиночний розряд
| на день 29 грудня 2008 | на день 29 грудня 2008         | на день 29 грудня 2008 | на день 29 грудня 2008 |
| #                      | Гравець                        | Пункти                 | Пункти (x2)            |
| ---------------------- | ------------------------------ | ---------------------- | ---------------------- |
| 1                      | Рафаель Надаль (ESP)           | 6675                   | 13350                  |
| 2                      | Роджер Федерер (SUI)           | 5305                   | 10610                  |
| 3                      | Новак Джокович (SRB)           | 5295                   | 10590                  |
| 4                      | Енді Маррей (GBR)              | 3720                   | 7440                   |
| 5                      | Микола Давиденко (RUS)         | 2715                   | 5430                   |
| 6                      | Жо-Вілфрід Тсонга (FRA)        | 2050                   | 4100                   |
| 7                      | Жиль Сімон (FRA)               | 1980                   | 3960                   |
| 8                      | Енді Роддік (USA)              | 1970                   | 3940                   |
| 9                      | Хуан Мартін дель Потро (ARG)   | 1945                   | 3890                   |
| 10                     | Джеймс Блейк (тенісист) (USA)  | 1775                   | 3550                   |
| 11                     | Давід Налбандян (ARG)          | 1725                   | 3500                   |
| 12                     | Давид Феррер (ESP)             | 1695                   | 3390                   |
| 13                     | Стен Вавринка (SUI)            | 1510                   | 3020                   |
| 14                     | Гаель Монфіс (FRA)             | 1475                   | 2950                   |
| 15                     | Фернандо Гонсалес (CHI)        | 1420                   | 2840                   |
| 16                     | Фернандо Вердаско (ESP)        | 1415                   | 2830                   |
| 17                     | Робін Содерлінг (SWE)          | 1325                   | 2650                   |
| 18                     | Ніколас Альмагро (ESP)         | 1270                   | 2540                   |
| 19                     | Андрєєв Ігор Валерійович (RUS) | 1245                   | 2490                   |
| 20                     | Томаш Бердих (CZE)             | 1215                   | 2430                   |

| Рейтинг на кінець року (28 грудня 2009) | Рейтинг на кінець року (28 грудня 2009) | Рейтинг на кінець року (28 грудня 2009) | Рейтинг на кінець року (28 грудня 2009) | Рейтинг на кінець року (28 грудня 2009) | Рейтинг на кінець року (28 грудня 2009) | Рейтинг на кінець року (28 грудня 2009) | Рейтинг на кінець року (28 грудня 2009) |
| #                                       | Гравець                                 | Пункти                                  | Турн                                    | '08                                     | Макс                                    | Мін                                     | '08→'09                                 |
| --------------------------------------- | --------------------------------------- | --------------------------------------- | --------------------------------------- | --------------------------------------- | --------------------------------------- | --------------------------------------- | --------------------------------------- |
| 1                                       | Роджер Федерер (SUI)                    | 10550                                   | 19                                      | 2                                       | 1                                       | 2                                       | ▲ 1                                     |
| 2                                       | Рафаель Надаль (ESP)                    | 9205                                    | 19                                      | 1                                       | 1                                       | 3                                       | ▼ 1                                     |
| 3                                       | Новак Джокович (SRB)                    | 8310                                    | 23                                      | 3                                       | 3                                       | 4                                       | ▬                                       |
| 4                                       | Енді Маррей (GBR)                       | 7030                                    | 19                                      | 4                                       | 2                                       | 4                                       | ▬                                       |
| 5                                       | Хуан Мартін дель Потро (ARG)            | 6785                                    | 22                                      | 9                                       | 5                                       | 9                                       | ▲ 4                                     |
| 6                                       | Микола Давиденко (RUS)                  | 4930                                    | 26                                      | 5                                       | 5                                       | 12                                      | ▼ 1                                     |
| 7                                       | Енді Роддік (USA)                       | 4410                                    | 20                                      | 8                                       | 5                                       | 9                                       | ▲ 1                                     |
| 8                                       | Робін Содерлінг (SWE)                   | 3410                                    | 27                                      | 17                                      | 8                                       | 27                                      | ▲ 9                                     |
| 9                                       | Фернандо Вердаско (ESP)                 | 3300                                    | 24                                      | 16                                      | 7                                       | 15                                      | ▲ 7                                     |
| 10                                      | Жо-Вілфрід Тсонга (FRA)                 | 2875                                    | 26                                      | 6                                       | 6                                       | 14                                      | ▼ 4                                     |
| 11                                      | Фернандо Гонсалес (CHI)                 | 2870                                    | 18                                      | 15                                      | 10                                      | 18                                      | ▲ 4                                     |
| 12                                      | Радек Штепанек (CZE)                    | 2625                                    | 23                                      | 27                                      | 12                                      | 26                                      | ▲ 15                                    |
| 13                                      | Гаель Монфіс (FRA)                      | 2610                                    | 24                                      | 14                                      | 9                                       | 16                                      | ▲ 1                                     |
| 14                                      | Марин Чилич (CRO)                       | 2430                                    | 23                                      | 23                                      | 13                                      | 27                                      | ▲ 9                                     |
| 15                                      | Жиль Сімон (FRA)                        | 2275                                    | 27                                      | 7                                       | 6                                       | 15                                      | ▼ 8                                     |
| 16                                      | Томмі Робредо (ESP)                     | 2175                                    | 27                                      | 21                                      | 14                                      | 22                                      | ▲ 5                                     |
| 17                                      | Давид Феррер (ESP)                      | 1870                                    | 26                                      | 12                                      | 12                                      | 23                                      | ▼ 5                                     |
| 18                                      | Томмі Гаас (GER)                        | 1855                                    | 19                                      | 82                                      | 17                                      | 87                                      | ▲ 64                                    |
| 19                                      | Михайло Южний (RUS)                     | 1690                                    | 31                                      | 32                                      | 19                                      | 76                                      | ▲ 13                                    |
| 20                                      | Томаш Бердих (CZE)                      | 1655                                    | 28                                      | 20                                      | 16                                      | 28                                      | ▬                                       |

### Парний розряд (Гравці)
| на день 29 грудня 2008 | на день 29 грудня 2008      | на день 29 грудня 2008 | на день 29 грудня 2008 |
| #                      | Гравець                     | Пункти                 | Пункти (x2)            |
| ---------------------- | --------------------------- | ---------------------- | ---------------------- |
| 1                      | Ненад Зімоньїч (SRB)        | 5320                   | 10640                  |
| 2                      | Деніел Нестор (CAN)         | 5320                   | 10640                  |
| 3                      | Боб Браян (USA)             | 5225                   | 10450                  |
| =                      | Майк Браян (USA)            | 5225                   | 10450                  |
| 5                      | Енді Рам (ISR)              | 3370                   | 6740                   |
| 6                      | Магеш Бгупаті (IND)         | 3295                   | 6590                   |
| 7                      | Марк Ноулз (тенісист) (BAH) | 3275                   | 6550                   |
| 8                      | Кевін Ульєтт (ZIM)          | 3265                   | 6530                   |
| 9                      | Йонас Бйоркман (SWE)        | 3140                   | 6280                   |
| 10                     | Леандер Паес (IND)          | 2900                   | 5800                   |
| 11                     | Джонатан Ерліх (ISR)        | 2810                   | 5620                   |
| 12                     | Джефф Кутзе (RSA)           | 2560                   | 5120                   |
| 13                     | Лукаш Длоуги (CZE)          | 2523                   | 5046                   |
| 14                     | Веслі Муді (RSA)            | 2380                   | 4760                   |
| 15                     | Маріуш Фирстенберг (POL)    | 2250                   | 4500                   |
| =                      | Марцін Матковський (POL)    | 2250                   | 4500                   |
| 17                     | Луїс Орна (PER)             | 2150                   | 4300                   |
| 18                     | Мікаель Льодра (FRA)        | 2010                   | 4020                   |
| 19                     | Марсело Мело (BRA)          | 1790                   | 3580                   |
| 20                     | Андре Са (BRA)              | 1690                   | 3380                   |

| Рейтинг на кінець року (28 грудня 2009) | Рейтинг на кінець року (28 грудня 2009) | Рейтинг на кінець року (28 грудня 2009) | Рейтинг на кінець року (28 грудня 2009) | Рейтинг на кінець року (28 грудня 2009) | Рейтинг на кінець року (28 грудня 2009) | Рейтинг на кінець року (28 грудня 2009) | Рейтинг на кінець року (28 грудня 2009) |
| #                                       | Гравець                                 | Пункти                                  | Турн.                                   | '08                                     | Макс                                    | Мін                                     | '08→'09                                 |
| --------------------------------------- | --------------------------------------- | --------------------------------------- | --------------------------------------- | --------------------------------------- | --------------------------------------- | --------------------------------------- | --------------------------------------- |
| 1                                       | Боб Браян (USA)                         | 10480                                   | 25                                      | 3T                                      | 1T                                      | 3T                                      | ▲ 2                                     |
| =                                       | Майк Браян (USA)                        | 10480                                   | 25                                      | 3T                                      | 1T                                      | 3T                                      | ▲ 2                                     |
| 3                                       | Деніел Нестор (CAN)                     | 10410                                   | 25                                      | 2                                       | 1                                       | 4                                       | ▼ 1                                     |
| =                                       | Ненад Зімоньїч (SRB)                    | 10410                                   | 27                                      | 1                                       | 1                                       | 4                                       | ▼ 2                                     |
| 5                                       | Марк Ноулз (тенісист) (BAH)             | 6880                                    | 23                                      | 7                                       | 5                                       | 9                                       | ▲ 2                                     |
| 6                                       | Лукаш Длоуги (CZE)                      | 6460                                    | 25                                      | 13                                      | 5                                       | 12                                      | ▲ 7                                     |
| 7                                       | Магеш Бгупаті (IND)                     | 6260                                    | 21                                      | 6                                       | 5                                       | 11                                      | ▼ 1                                     |
| 8                                       | Леандер Паес (IND)                      | 5890                                    | 17                                      | 10                                      | 5                                       | 10                                      | ▲ 2                                     |
| 9                                       | Енді Рам (ISR)                          | 4950                                    | 26                                      | 5                                       | 5                                       | 13                                      | ▼ 4                                     |
| 10                                      | Веслі Муді (RSA)                        | 4550                                    | 28                                      | 14                                      | 8                                       | 30                                      | ▲ 4                                     |
| 11                                      | Максим Мирний (BLR)                     | 4350                                    | 18                                      | 32                                      | 11                                      | 51                                      | ▲ 21                                    |
| 12                                      | Лукаш Кубот (POL)                       | 3880                                    | 24                                      | 72                                      | 11                                      | 69                                      | ▲ 60                                    |
| 13                                      | Олівер Марах (AUT)                      | 3790                                    | 30                                      | 69                                      | 12                                      | 72                                      | ▲ 56                                    |
| 14                                      | Міхал Мертиняк (SVK)                    | 3740                                    | 34                                      | 28                                      | 14                                      | 41                                      | ▲ 24                                    |
| 15                                      | Дік Норман (BEL)                        | 3666                                    | 22                                      | 103                                     | 11                                      | 101                                     | ▲ 88                                    |
| 16                                      | Франтішек Чермак (CZE)                  | 3590                                    | 35                                      | 34                                      | 16                                      | 35                                      | ▲ 18                                    |
| 17                                      | Марцін Матковський (POL)                | 3490                                    | 29                                      | 15T                                     | 11                                      | 17                                      | ▼ 2                                     |
| 18                                      | Маріуш Фирстенберг (POL)                | 3400                                    | 28                                      | 15T                                     | 11T                                     | 18                                      | ▼ 3                                     |
| 19                                      | Марді Фіш (USA)                         | 3275                                    | 12                                      | 88                                      | 14                                      | 88                                      | ▲ 69                                    |
| 20                                      | Томмі Робредо (ESP)                     | 2905                                    | 20                                      | 33                                      | 16                                      | 43                                      | ▲ 13                                    |

### Парний розряд (пари)
| as of 17 листопада 2008 | as of 17 листопада 2008                           | as of 17 листопада 2008 |
| #                       | Пара                                              | Пункти                  |
| ----------------------- | ------------------------------------------------- | ----------------------- |
| 1                       | Деніел Нестор (CAN) Ненад Зімоньїч (SRB)          | 1064                    |
| 2                       | Боб Браян (USA) Майк Браян (USA)                  | 1045                    |
| 3                       | Магеш Бгупаті (IND) Марк Ноулз (тенісист) (BAH)   | 655                     |
| 4                       | Йонас Бйоркман (SWE) Кевін Ульєтт (ZIM)           | 605                     |
| 5                       | Джонатан Ерліх (ISR) Енді Рам (ISR)               | 551                     |
| 6                       | Джефф Кутзе (RSA) Веслі Муді (RSA)                | 476                     |
| 7                       | Маріуш Фирстенберг (POL) Марцін Матковський (POL) | 450                     |
| 8                       | Лукаш Длоуги (CZE) Леандер Паес (IND)             | 433                     |
| 9                       | Марсело Мело (BRA) Андре Са (BRA)                 | 338                     |
| 10                      | Сімон Аспелін (SWE) Юліан Ноул (AUT)              | 313                     |

| Рейтинг на кінець року (28 грудня 2009) | Рейтинг на кінець року (28 грудня 2009)           | Рейтинг на кінець року (28 грудня 2009) | Рейтинг на кінець року (28 грудня 2009) | Рейтинг на кінець року (28 грудня 2009) | Рейтинг на кінець року (28 грудня 2009) |
| #                                       | Пара                                              | Пункти                                  | Турн.                                   | '08                                     | '08→'09                                 |
| --------------------------------------- | ------------------------------------------------- | --------------------------------------- | --------------------------------------- | --------------------------------------- | --------------------------------------- |
| 1                                       | Боб Браян (USA) Майк Браян (USA)                  | 10800                                   | 25                                      | 2                                       | ▲ 1                                     |
| 2                                       | Деніел Нестор (CAN) Ненад Зімоньїч (SRB)          | 10710                                   | 25                                      | 1                                       | ▼ 1                                     |
| 3                                       | Магеш Бгупаті (IND) Марк Ноулз (тенісист) (BAH)   | 6350                                    | 20                                      | 3                                       | ▬                                       |
| 4                                       | Лукаш Длоуги (CZE) Леандер Паес (IND)             | 5740                                    | 16                                      | 8                                       | ▲ 4                                     |
| 5                                       | Максим Мирний (BLR) Енді Рам (ISR)                | 4350                                    | 16                                      | 56T                                     | ▲ 51                                    |
| 6                                       | Франтішек Чермак (CZE) Міхал Мертиняк (SVK)       | 3980                                    | 33                                      | —                                       | New                                     |
| 7                                       | Лукаш Кубот (POL) Олівер Марах (AUT)              | 3970                                    | 23                                      | —                                       | New                                     |
| 8                                       | Маріуш Фирстенберг (POL) Марцін Матковський (POL) | 3535                                    | 27                                      | 7                                       | ▼ 1                                     |
| 9                                       | Веслі Муді (RSA) Дік Норман (BEL)                 | 3295                                    | 13                                      | —                                       | New                                     |
| 10                                      | Бруно Соарес (BRA) Кевін Ульєтт (ZIM)             | 2560                                    | 25                                      | 52                                      | ▲ 42                                    |

## Завершили кар'єру

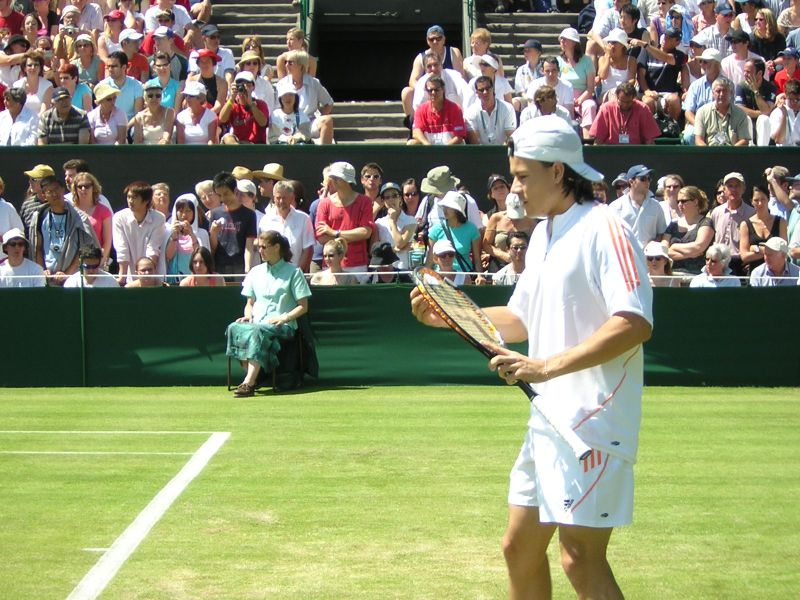
Колишній №3 рейтингу ATP Гільєрмо Кор'я

- Агустін Кальєрі
- Гільєрмо Кор'я
- Ніколя Кутло
- Вернер Ешауер
- Луїс Орна
- Томас Юганссон
- Лі Хьон Тхек
- Петр Пала
- Андрей Павел
- Маріано Пуерта
- Серхіо Ройтман
- Марат Сафін
- Джим Томас
- Александер Васке
- Томаш Зіб